# Association sportive de Monaco Football Club
Ne doit pas être confondu avec Équipe de Monaco de football.
Pour la section féminine, voir Association sportive de Monaco Football Féminin.
Cet article fait partie d'un « bon thème » labellisé en 2012.
Maillots
Actualités
Dernière mise à jour : 21 juillet 2025.
L'Association sportive de Monaco Football Club, abrégée en AS Monaco FC ou ASM, est un club de football fondé en 1924 et situé à Monaco. C'est la section football de l'Association sportive de Monaco, un club omnisports, et bien que monégasque, il est affilié à la Fédération française de football et participe aux compétitions françaises.
Issu de la fusion de quatre clubs locaux, le club s'installe dans le paysage du football français en 1948 en passant professionnel. Après cinq saisons en deuxième division, l'AS Monaco FC atteint la première division en 1953 et y obtient rapidement de bons résultats. Le début des années 1960 est une période faste pour le club, qui remporte deux championnats de France en 1961 et 1963, et deux Coupes de France en 1960 et 1963, la période étant aussi marquée par le design de son maillot iconique rouge et blanc.
L'AS Monaco FC s'impose dans les années 1980 et 1990 comme un club majeur du football français, ses bons résultats lui permettant de disputer une Coupe d'Europe presque chaque saison. Son palmarès s'étoffe de cinq championnats de France en 1978, 1982, 1988, 1997 et 2000, et de trois Coupes de France en 1980, 1985 et 1991. Le point d'orgue de cette période est atteint en 2004, lorsque le club s'incline en finale de la Ligue des champions.
L'AS Monaco FC périclite ensuite, jusqu'à être relégué en Ligue 2 en 2011 pour deux saisons. Après huit saisons sans Coupe d'Europe, le club retrouve la Ligue des champions en 2014, marquant son retour au premier plan du football français, retour concrétisé par un huitième titre de champion de France en 2017.
Le club a régulièrement fourni des joueurs à l'équipe de France depuis les années 1950. Parmi sa soixantaine d'internationaux, l'AS Monaco FC a notamment lancé en professionnel les champions du monde Emmanuel Petit, Lilian Thuram, David Trezeguet, Thierry Henry et Kylian Mbappé, tandis que Fabien Barthez, Djibril Sidibé et Thomas Lemar jouaient aussi au club lors de leur sacre.

## Histoire

### Genèse
L'Association sportive de Monaco est fondée en 1924 par fusion de quatre clubs de Monaco et de Beausoleil : Monaco Sports (anciennement SS Herculis, club de football fondé en 1903, rebaptisé Monaco Sports en 1921), l'ASPTT de Beausoleil, le Riviera AC de Monaco et le Monte-Carlo Swimming Club,.
La section football de l'AS Monaco récupère alors le numéro d'affiliation de Monaco Sports, affilié à la FFFA en 1919. La date de fondation de l'AS Monaco qui pourrait alors être retenue serait celle de Monaco Sports (1903). Néanmoins, en l'état actuel des connaissances, rien n'indique que ce club ait eu un poids prépondérant dans la fusion. La date de fondation de 1924 est donc à privilégier.
Depuis les années 2000, l'AS Monaco FC revendique sur son site internet une date de fondation au 1er août 1919 pour le club de football et au 23 aout 1924 pour le club omnisports, ce qui est une erreur,. Le club omnisports Association sportive de Monaco et sa section de football ont bien été fondés en même temps en 1924. La date de 1919 correspond uniquement à l'affiliation à la FFFA de la Société sportive Herculis (fondée en 1903), qui a transmis son numéro d'affiliation à l'AS Monaco en 1924. La date exacte du 1er août est un non-sens, l'affiliation de la SS Herculis ayant eu lieu le 25 août 1919[réf. nécessaire],. Cette date de 1919, totalement fantaisiste a pourtant été reprise par de nombreux organismes comme L'Équipe ou l'UEFA.
L'association omnisports AS Monaco a été officialisé à Monaco par arrêté du gouvernement Princier le 23 aout 1924. Pour une raison inconnue, le club a changé la date du 23 au 24 aout 1924 sur son site internet au début des années 2020, en prévision de fêter son centenaire à la date du 24 aout 2024.
Néanmoins, cette date exacte du 23 aout 1924 n'est pas nécessairement celle à retenir pour la fondation du club de football de l'AS Monaco. En effet, la fusion des quatre sections football des clubs omnisports ayant formé l'AS Monaco auprès de la Fédération française de football association a été enregistré le 23 juin 1924 par le Bureau Fédéral[réf. nécessaire]. Le club de football de l'AS Monaco existait donc déjà officiellement depuis le 23 juin 1924.
Après cette unification, l'AS Monaco fait ses débuts footballistiques en division promotion du District de la Côte d’Azur, lors de la saison 1924-1925. Martin Robin est le premier président du club. Elu en 1925, il conservera son poste durant cinq années. Arthur Linetti est l'entraîneur-joueur du club. Les toutes premières couleurs arborées sont le noir et le blanc. L'association évolue alors sur le terrain de Fontvieille, avant que celui-ci soit supprimé pour la construction d’un nouveau terrain dans le quartier des Moneghetti. Après de bons résultats en Promotion, le club accède au groupe B de la Division d'Honneur du Sud-Est et, alors qu'elle est seule en tête du classement, elle est reléguée à la dernière place à la suite d'une réclamation. Sans se décourager, le club se remit au travail et gagna le championnat du Sud-Est.

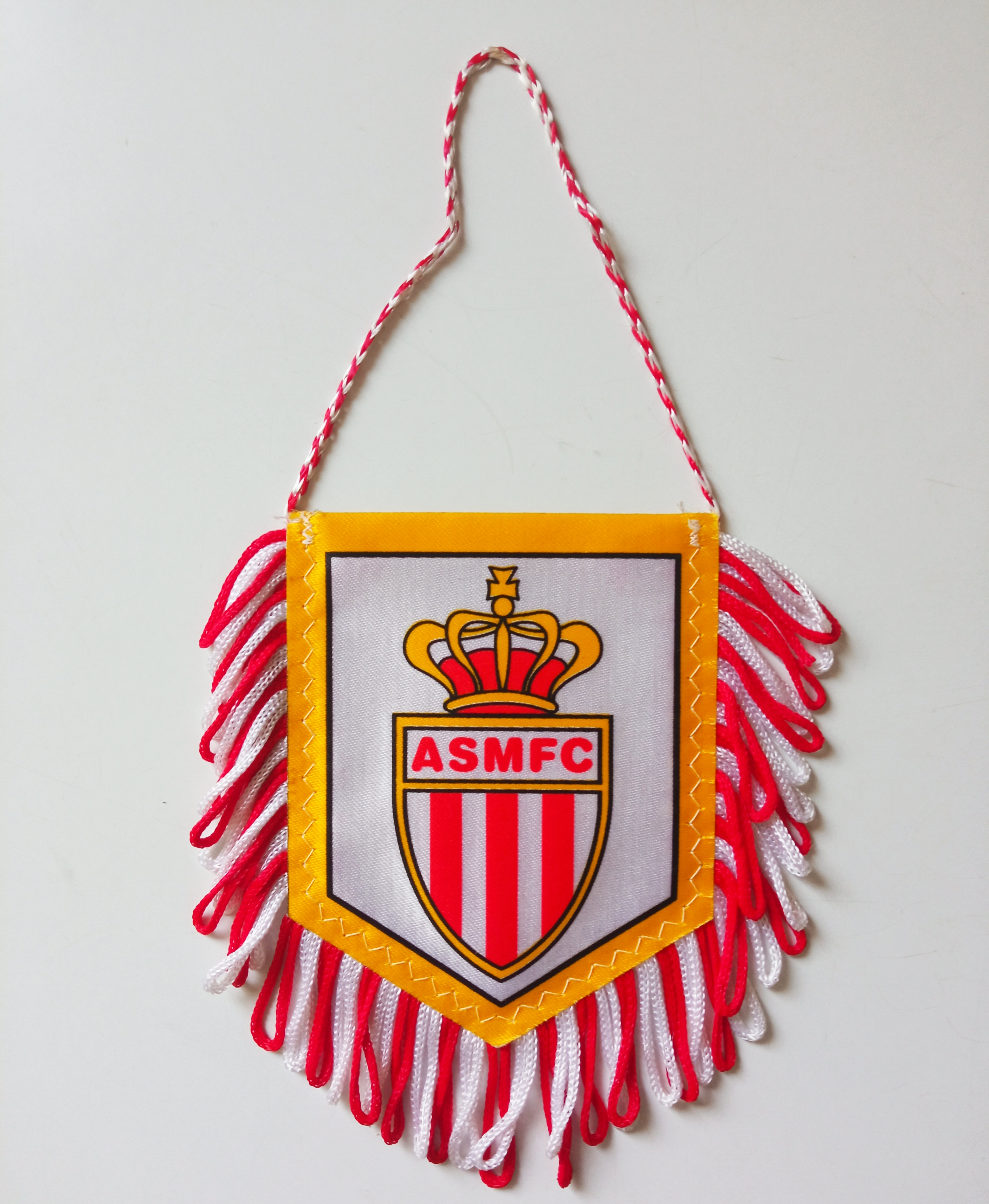
Fanion de l'ASM

Champion de la Ligue du Sud-Est en 1933, l'AS Monaco reste un club amateur, mais est autorisé à utiliser des joueurs professionnels dans une équipe disputant une compétition indépendante : le Championnat de France professionnel. Pierre Cazal et les Hongrois Szanilo et Szentimiklosy sont alors recrutés. À l'issue de sa première saison, l'AS Monaco rate l'ascension en Division 1, mais plus grave encore, Monaco doit renoncer à ce statut professionnel en raison de la non-conformité du Stade des Moneghetti et d'un déficit et est condamné à dissoudre sa section professionnelle. Disposant d'un stade aux normes depuis 1939 (Stade Louis II, inauguré le 23 avril 1939) et d'une équipe compétitive, l'ASM enlève le titre de champion de la Ligue du Sud-Est en 1948, après de longues années de disette. L'AS Monaco est de nouveau autorisée à utiliser des joueurs professionnels dans une équipe participant à une compétition indépendante, lors de cette même année.
De retour en Division 2, les Monégasques vont terminer à une honorable 8e place. Dès lors que le Prince Rainier III succède à son grand-père le Prince Louis II en fin de saison, le club va bénéficier d'un soutien fidèle de la famille princière. La saison qui suit voit l'équipe finir à une terne 16e place. Après deux saisons où les asémistes terminent à de belles mais inutiles 5e place, l'équipe va réussir l'exploit d'accrocher une deuxième place lors de la saison 1952-1953, synonyme d'accession en Division Nationale du CFP. C'est la première fois que le club de la principauté accède au plus haut niveau de la hiérarchie du football professionnel français.

### Les premiers titres (1953-1980)

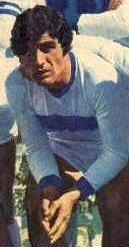
Delio Onnis, Meilleur buteur de l'histoire de l'AS Monaco (223 buts)

L'AS Monaco fait ses débuts en première division française lors de la saison 1953-1954. Pendant ses premières années dans l'élite, le club n'est pas vraiment inquiété par la relégation et va décoller avec l'arrivée en 1958 de l'entraîneur Lucien Leduc. En 1960, l'AS Monaco remporte son premier titre, la Coupe de France, en battant l'AS Saint-Étienne sur le score de 4-2. Michel Hidalgo est alors le capitaine de l'équipe.

L'année suivante, Monaco arbore un nouveau maillot qui devient bientôt emblématique. L'équipe quitte son habit blanc rayé de rouge pour le célèbre maillot à la diagonale encore utilisé aujourd'hui. Ce maillot, dessiné par la Princesse Grace Kelly elle-même, porte chance aux Monégasques puisqu'ils remportent pour la première fois le championnat de France cette même année. En 1961, Monaco fait ses premiers pas en Coupe d'Europe, mais ne réussit pas à passer le premier tour, éliminé par les Glasgow Rangers. La saison 1961-1962 est un peu plus laborieuse, mais celle qui suit n'en sera que plus belle. Henri Biancheri et ses partenaires réalisent le premier (et à ce jour, seul) doublé Coupe-championnat de l'histoire du club : Monaco bat l'Olympique lyonnais par deux buts à zéro en finale de Coupe de France.

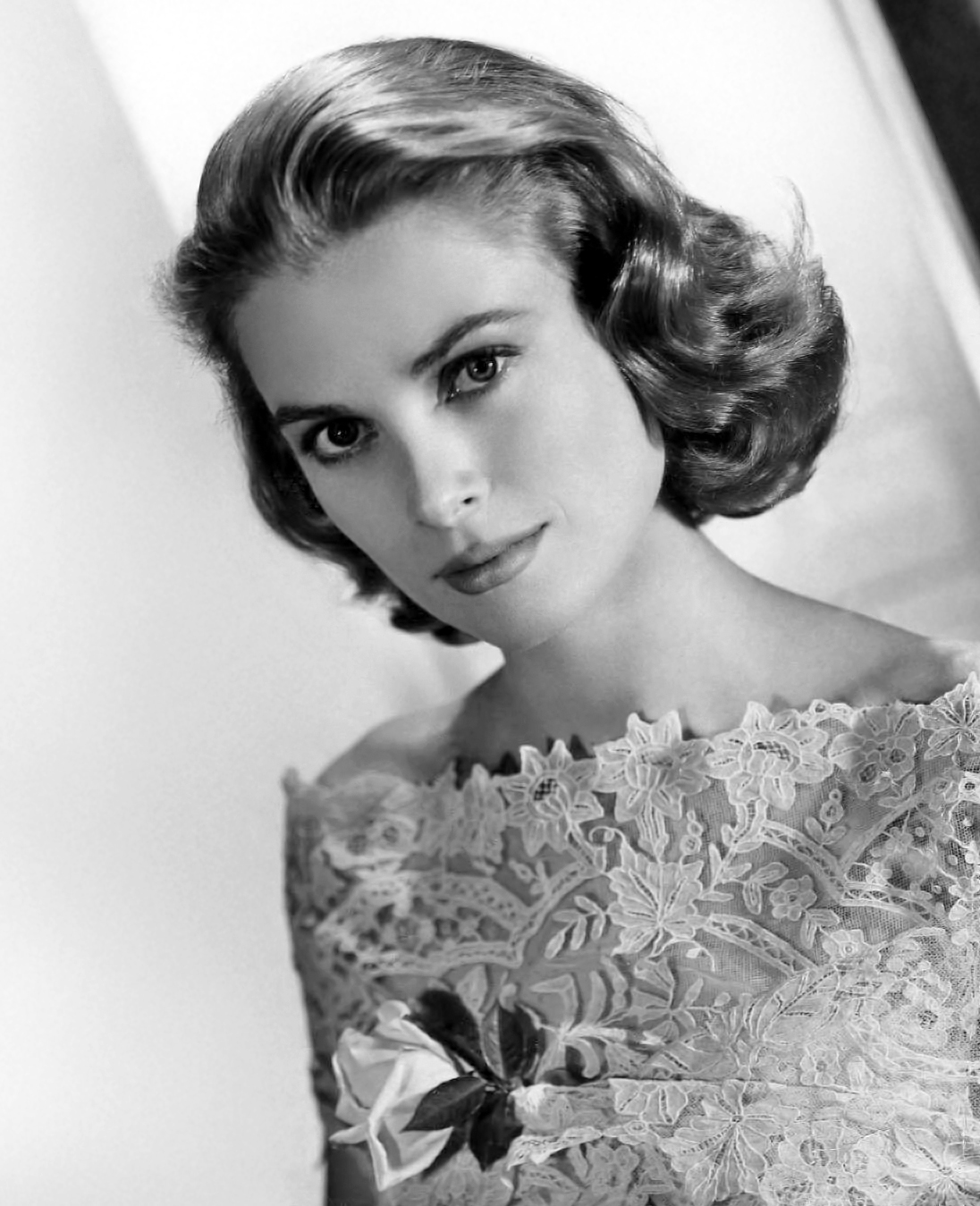
Grace Kelly, la Princesse dessinatrice du maillot historique de Monaco

Les années qui suivent ne sont pas aussi brillantes. Même si le club parvient à aller en huitième de finale de la Coupe des clubs champions européens 1963-1964, l'équipe rentre dans le rang progressivement sur la scène nationale. En 1969, l'ASM est relégué en deuxième division.
Après avoir réussi à remonter en première division lors de l'année 1971, Monaco vacille entre Division 1 et Division 2. Cette période est pourtant marquée par l'arrivée d'un des plus grands joueurs de l'histoire du club monégasque, Delio Onnis : l'attaquant argentin, un joueur de surface habile et précis devant le but recruté en 1973, est meilleur buteur du championnat de France de football en 1975. En coulisse, le club voit l'arrivée du président Jean-Louis Campora cette même année, qui va contribuer rapidement à sa restructuration. Gérard Banide est recruté pour devenir responsable du centre de formation du club, et Lucien Leduc fait son retour sur le banc après la relégation de l'équipe en 1976.
Avec Onnis, qui a accepté de rester au club en D2, l'AS Monaco réalise l'exploit d'être vice-champion de D2 et d'être sacré champion de France en 1978, grâce à ses joueurs majeurs Christian Dalger, Rolland Courbis, Jean-Luc Ettori ou encore Jean Petit. Ce titre marque le début des années fastes du club régulièrement qualifié pour les Coupes européennes. Monaco remporte la Coupe de France en 1980 sous la direction de Gérard Banide.

### L'infranchissable Europe (1980-1987)

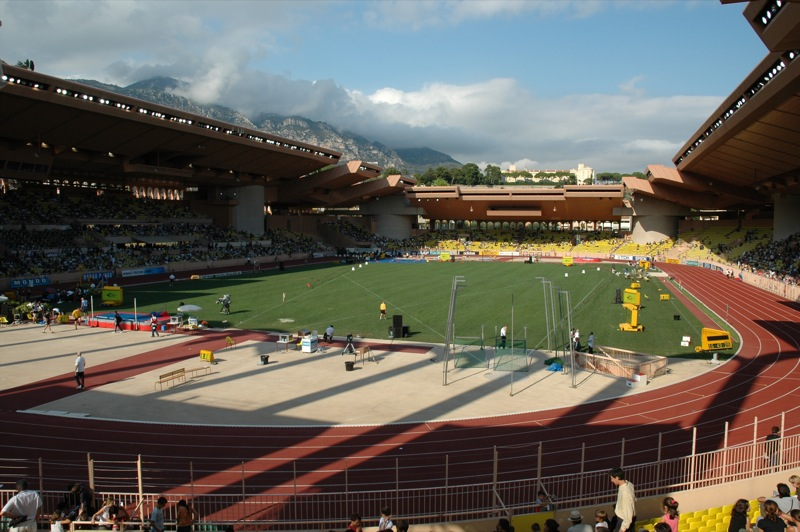
Le nouveau stade Louis-II inauguré en 1985

Au début des années 1980, le club met en place une équipe de très bon niveau national (trois places de 4e sous la direction de Banide, ainsi qu'un nouveau titre de champion en 1982), fournissant et attirant de nombreux joueurs de l'équipe de France (Manuel Amoros, Bruno Bellone et Daniel Bravo entre autres), mais qui reste cependant inexistante sur la scène européenne.
La saison 1983-1984 voit l'arrivée de Lucien Muller aux commandes de l'équipe première, dont la saison aura un goût d'inachevé. En effet, l'AS Monaco FC, qui ne dispute pas de Coupe d'Europe, échoue à la différence de buts face aux Girondins de Bordeaux pour le titre de champion et cède durant la prolongation (0-2) face à Metz lors de la finale de la Coupe de France.
Malgré cette lancée, la saison démarrera difficilement (10e à la moitié du championnat). Monaco n'existe toujours pas sur la scène continentale à cause d'une défaite contre le CSKA Sofia au 1er tour. Avec le retour de blessure de Jean-Luc Ettori, l'AS Monaco réalisera une remarquable seconde partie de saison en ne concédant qu'une seule défaite pour finir le championnat à la 3e place et gagner la Coupe de France contre le Paris Saint-Germain par un but à zéro.
Encore une fois, cette deuxième partie de saison restera sans suite au cours d'une saison 1985-1986 médiocre : 9e place du championnat avec une élimination au 1er tour de la Coupe des Coupes face à l'Université de Craiova ainsi qu'une autre élimination en 32e de finale de la Coupe de France contre Le Havre 1-2. Lucien Muller quitte alors son poste d'entraîneur. Cette saison est marquée par la victoire 9-0 infligée aux Girondins de Bordeaux, alors double champion en titre, en janvier 1986, pour ce qui reste la plus lourde défaite concédée par un champion en titre dans l'histoire du Championnat de France.
Le Roumain Stefan Kovacs débarque alors sur le Rocher avec l'idée de relancer l'équipe pour cette nouvelle saison sans Coupe d'Europe. La saison demeure moyenne avec une 5e place qui ne permet pas de se qualifier pour la Coupe de l'UEFA. Arrivé une année auparavant, Stefan Kovacs laisse alors sa place à Arsène Wenger.

### Les années Wenger (1987-1995)

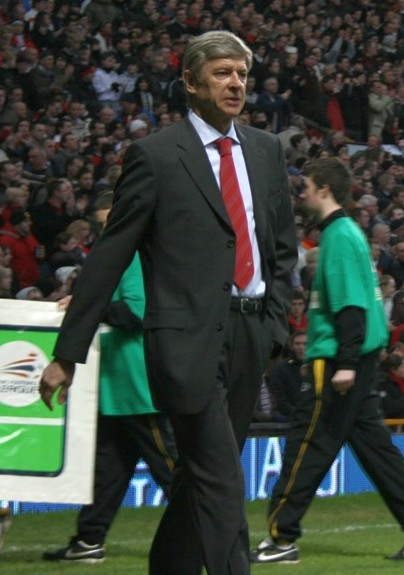
Arsène Wenger, entraîneur de l'AS Monaco FC de 1987 à 1994.

En 1987, Arsène Wenger arrive à la tête du club princier après avoir quitté l'AS Nancy-Lorraine. Dès sa première année, il remporte le titre de champion de France avec son équipe. Glenn Hoddle, Luc Sonor, Patrick Battiston, Manuel Amoros ou encore Marcel Dib composent entre autres cette équipe. La seule fausse note sera l'élimination en 16e de finale de la Coupe de France contre le voisin, l'OGC Nice. Cette année-là, Monaco ne joue pas de Coupe d'Europe.
Lors de la saison 1988-1989, l'équipe se voit décimée par les blessures et les suspensions mais accède à la 3e place du classement et à la finale de la Coupe de France où elle s'incline face à l'Olympique de Marseille. Cette saison permettra l'éclosion de joueurs comme Emmanuel Petit ou George Weah. Au-delà du résultat en lui-même, Monaco rompt avec ses mauvaises habitudes européennes et passe les deux premiers tours de la Coupe des Clubs champions grâce notamment à une probante victoire 6-1 contre le FC Bruges en 8e de finale lors du match retour. Monaco vient ainsi d'écrire le début de son histoire européenne et prend enfin une dimension internationale. Un match aller perdu au stade Louis-II ne permet pas aux Monégasques de passer les quarts de finale contre Galatasaray.

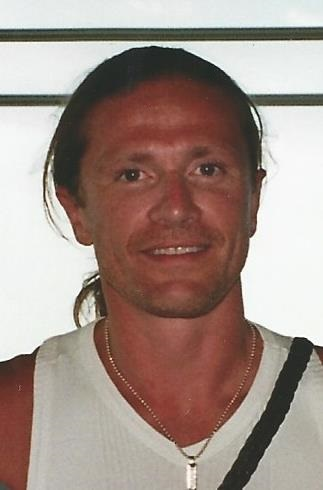
Emmanuel Petit se révèle à l'AS Monaco FC.

Les saisons qui suivent seront dans la continuité des deux premières avec une 3e place en championnat puis une seconde place qualificative pour la Coupe de l'UEFA ainsi qu'une victoire en Coupe de France en 1991. Mais c'est avant tout sur la scène européenne que l'AS Monaco FC se fait remarquer, obtenant sa première demi-finale de Coupe des Coupes en 1990 au terme d'un parcours serré (six matches nuls en huit rencontres) qui aura néanmoins montré la solidité de cette équipe. Cette expérience ne permettra pas de franchir l'obstacle suivant, le FK Torpedo Moscou en 8e de finale de la Coupe de l'UEFA, l'année suivante.
La saison 1991-1992 sera une des plus complètes du club. En effet, celui-ci est engagé sur tous les tableaux possibles avant que tout ne se transforme en échec en mai. D'abord une défaite au Stade Louis-II contre Marseille (0-3) qui maintient Monaco à la seconde place derrière les vainqueurs du soir, puis l'écroulement d'une tribune à Bastia lors de la demi-finale de Coupe de France qui met fin à la finale pour laquelle l'ASM s'était qualifiée aux tirs au but à l'AS Cannes, huit jours plus tôt. Et enfin, une défaite au Stade de la Luz à Lisbonne contre le Werder Brême (0-2) lors d'un match fermé en finale de la Coupe des vainqueurs de coupes viendra clore la saison.
George Weah quitte alors Monaco pour le Paris Saint-Germain et est remplacé par le champion du monde allemand, Jürgen Klinsmann. La saison 1992-1993 marque le début de la fin du cycle malgré une 3e place. À la faveur de la disqualification de l'Olympique de Marseille et du refus de Paris, l'ASM se retrouve qualifié pour la Ligue des champions de l'UEFA.
La saison 1993-1994 sera contrastée entre une très décevante 9e place en championnat et une brillante qualification pour les demi-finales de la Ligue des champions, cédant 0-3 contre le Milan AC à San Siro après avoir vaincu l'AEK Athènes, le Steaua Bucarest, le Spartak Moscou et le Galatasaray Istanbul et malgré deux défaites contre le FC Barcelone. Jean-Luc Ettori mettra un terme à sa carrière après avoir battu lors de cette saison le record de matches disputés en Division 1.
Fabien Piveteau venu du Havre AC prend place dans les buts monégasques et Sonny Anderson sur le front de l'attaque. À la suite d'un mauvais départ lors de la saison 1994-1995 et d'une défaite 0-2 contre l'OGC Nice au Stade Louis-II (1er match de Thierry Henry en 1re Division), Arsène Wenger est remercié. Il rebondira au club japonais de Nagoya Grampus Eight. Wenger est alors remplacé par le duo Jean-Luc Ettori - Jean Petit. L'AS Monaco se qualifiera alors de justesse pour la Coupe de l'UEFA (6e) à la faveur de la double victoire du PSG dans les coupes nationales.
Cette année de transition pour le moins décevante (notamment éliminé par Thouars (National) en 16e de finale de la Coupe de France) marque la fin de l'ère Wenger dont on retiendra la régularité au plus haut niveau national et l'accès au haut niveau européen même si, finalement, un seul titre de champion et une seule coupe de France auront été gagnés.

### Une puissance sur la scène européenne (1995-2005)

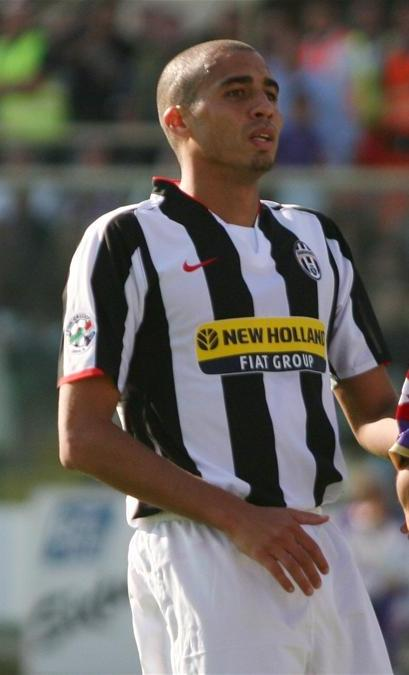
David Trezeguet, joueur de l'ASM de 1995 à 2000.

Lors de l'intersaison 1995, Jean Tigana, fort d'une 2e place avec l'Olympique lyonnais, prend les commandes du club monégasque.
Après un départ poussif durant les matchs aller et une élimination prématurée en Coupe de l'UEFA contre Leeds, les rouges et blancs, quasiment invincibles lors des matchs retour, terminent à la 3e place du classement 1995-1996. Le brésilien Sonny Anderson termine meilleur buteur du championnat.
Lors de sa seconde année (1996-1997), Jean Tigana remporte le titre avec son équipe, avec des joueurs tels que Franck Dumas, Sylvain Legwinski, Fabien Barthez, Thierry Henry, Victor Ikpeba, Emmanuel Petit, ou encore Vicenzo Scifo et emmène l'ASM en demi-finales de la Coupe de l'UEFA défait par l'Inter de Milan et de la Coupe de la Ligue face au RC Strasbourg.
En 1998, Monaco parvient jusqu'en demi-finale de la Ligue des champions battue par le club turinois de la Juventus de Zinédine Zidane après avoir décroché la 1ère place de son groupe et éliminé le club anglais de Manchester United ; l'AS Monaco termine une nouvelle fois sur le podium du championnat (3e) après avoir été leader à mi-championnat. L'ASM compte de nombreux jeunes joueurs talentueux lors de cette année tels que Willy Sagnol ou son duo d'attaquant Thierry Henry - David Trezeguet.
La première moitié de la saison suivante est malgré tout décevante avec une élimination en Coupe de l'UEFA contre Marseille. Thierry Henry part alors à la Juventus. En difficulté avec une partie du groupe, Jean Tigana démissionne au début de l'année 1999. Il est alors remplacé par Claude Puel.

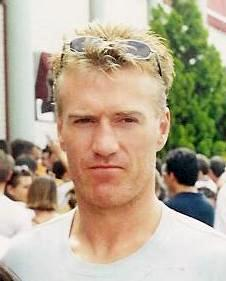
Didier Deschamps, entraîneur de l'ASM de 2001 à 2005.

Claude Puel permettra à sa formation d'enchaîner les bons résultats durant cette deuxième partie de championnat et d'accéder à une 4e place permettant de se qualifier pour la Coupe de l'UEFA, échouant de peu à la faveur lyonnaise dans la course à la Ligue des champions de l'UEFA. Fabien Barthez, Willy Sagnol, David Trezeguet, Dado Prso, Rafael Márquez, John Arne Riise, Pablo Contreras, Marco Simone, Philippe Christanval, Marcelo Gallardo, Sabri Lamouchi ou Ludovic Giuly font alors partie du groupe monégasque. Le club du Rocher remporte son septième titre de champion de France lors de l'année 2000 en ayant survolé le championnat. En Coupe de France, l'ASM est éliminée en demi-finale à domicile contre le FC Nantes, manquant de peu une finale contre Calais pour un nouveau doublé qui lui tendait les bras. Le seul point négatif de cette saison fut l'élimination en 1/8e de finale de la Coupe de l'UEFA contre Majorque.
À la suite du départ de nombreux joueurs majeurs et de la déception provoquée par certains des joueurs venus les remplacer, la saison suivante sera sinistre avec une décevante 11e place (1re fois que l'ASM termine dans la seconde partie du tableau depuis sa remontée en Division 1 en 1977) et le club se trouve éliminé au 1er tour de la Ligue des champions dans un groupe pourtant à sa portée.
En 2001, Claude Puel qui n'aura eu que le temps d'une saison et demie pour convaincre, quitte l'ASM sur une finale perdue de Coupe de la Ligue face à l'Olympique lyonnais. Didier Deschamps le remplace dès lors. Le recrutement estival s'avère désastreux malgré la venue de joueurs de classe mondiale tels que Oliver Bierhoff, Florin Răducioiu ou Vladimir Jugovic. Monaco passe de peu à côté de la relégation avec une calamiteuse 15e place dans un championnat à 18 équipes.
Intersaison 2002, les stars quittent le Rocher et sont remplacés par de jeunes talents qui obtiendront une 2e place en championnat après une lutte acharnée avec Lyon et une victoire en Coupe de la Ligue en 2003. L'ASM glane au passage le titre honorifique de meilleure attaque.
La saison 2003-2004 est mémorable pour le club. C'est l'année du Périple Rouge et Blanc. Qualifié pour la Ligue des champions, l'AS Monaco FC s'illustre dès le premier tour en battant historiquement le Deportivo La Corogne, en s'imposant 8 buts à 3 et battant ainsi un nouveau record en nombre de buts marqués sur un match. Monaco compte alors des joueurs tels que le gardien Flavio Roma ou encore Jérôme Rothen, Patrice Évra, Hugo Ibarra, mais surtout sa paire offensive magique, l'ailier droit Ludovic Giuly et l'attaquant espagnol prêté par le Real Madrid, Fernando Morientes. En huitième de finale, Monaco élimine le Lokomotiv Moscou, puis hérite du Real Madrid en quart de finale.

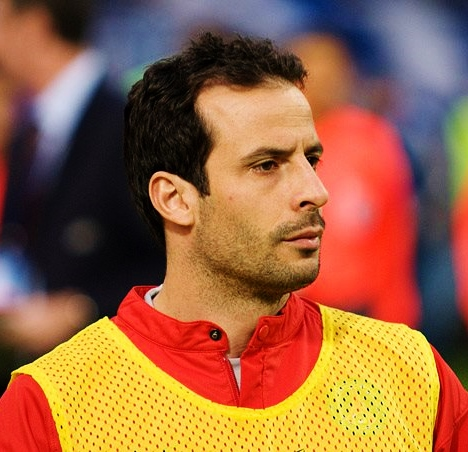
Ludovic Giuly, joueur emblématique de l'AS Monaco

Le club espagnol est battu à la suite de deux matchs spectaculaires de la part de Ludovic Giuly et de Fernando Morientes notamment. Lors de la demi-finale, l'AS Monaco FC élimine une nouvelle fois un grand club, le Chelsea Football Club. Cependant, les joueurs monégasques ne rééditeront pas un nouvel exploit face au FC Porto en finale, s'inclinant trois buts à zéro. Fernando Morientes termine tout de même meilleur buteur de la Ligue des champions et Dado Prso égalera le record en Ligue des champions de buts marqués sur un match. Après avoir monopolisé la 1re place et compté douze points d'avance sur leur adversaire du soir après une victoire 3-0 contre l'Olympique lyonnais, les joueurs de Monaco ne finissent que 3e du championnat malgré le gain de 75 points, payant ainsi leurs efforts européens.
Le parcours européen de l'année précédente ne permettra pas au club de rebondir mais de s'enfoncer doucement dans l'anonymat.
En effet, profitant de leur succès, nombres des armes offensives de l'ASM quittent le club : Giuly est parti au FC Barcelone, Fernando Morientes est retourné au Real Madrid, et Jérôme Rothen est transféré à Paris.
Arrivent alors pour les remplacer Javier Saviola, Ernesto Chevantón, Maicon ou Kallon. Basée sur une solidité défensive (seulement 5 défaites), Monaco parvient tout de même à la 3e place du championnat loin du vainqueur lyonnais et échoue en demi-finales des 2 coupes nationales. Après un premier tour solide et probant (1re place devant le futur vainqueur Liverpool), l'ASM ne dépasse pas les huitièmes de finale en C1 échouant face au rugueux PSV Eindhoven.

### Le déclin (2005-2011)
L'année 2005-2006 sera des plus décevantes. Monaco, qui n'a décidément pas les moyens ou pas la volonté de rebâtir une grande équipe digne d'une finale européenne, recrute à l'économie bon nombre de joueurs pourtant prometteurs. Mais l'osmose ne prendra pas et Didier Deschamps est sommé de démissionner après une quatrième défaite en sept rencontres de championnat et une piteuse 15e place à trois longueurs de la zone de relégation ainsi qu'une élimination prématurée au tour qualificatif de la Ligue des champions face au Betis Séville. Jean Petit assure alors l'interim pour 4 rencontres. Sous les commandes de Francesco Guidolin, l'équipe parvient à enchainer de bons résultats qui les propulsent à la trêve à seulement deux longueurs de la deuxième place. Le mercato hivernal voit Evra et Adebayor quitter le club pour rejoindre respectivement Manchester United et Arsenal FC. Malgré l'embauche de recrues italiennes telles que Marco Di Vaio ou Christian Vieri, Monaco finit à une 10e place peu reluisante et sombre en 16e de finale de la Coupe de l'UEFA face au FC Bâle. La confiance à l'entraîneur italien ne sera pas reconduite.
Pour rebondir dans la saison 2006-2007 sans Coupe d'Europe, l'ASM confie cette fois les commandes à László Bölöni, qui a obtenu de bons résultats au Stade rennais, et se lance dans un nouveau chamboule-tout de l'effectif : départs de Sébastien Squillaci à l'Olympique lyonnais, Andréas Zíkos à l'AEK Athènes, Olivier Kapo à Levante et arrivées de Yaya Touré, Sylvain Monsoreau, Jérémy Ménez, Jan Koller, Jerko Leko, Gonzalo Vargas et Fabian Bolivar.
Mais le discours ne passe pas et l'entente est toujours inexistante. Monaco est alors 19e du championnat avec sept défaites sur les dix rencontres jouées. Le verdict tombe le 24 octobre 2006 : l'entraîneur est suspendu de ses fonctions pour être remplacé par son adjoint, Laurent Banide après une défaite en 8e de finale de la coupe de la ligue aux tirs au but. Celui-ci, après des débuts difficiles, réussit à enchaîner les bons résultats et éloigne le club de la zone de relégation. L'AS Monaco termine 9e, se classant honorifiquement parmi les meilleures équipes des matches retour.

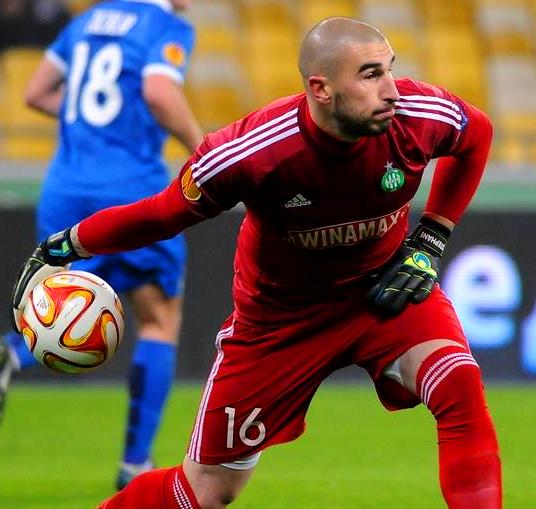
Stéphane Ruffier (ici sous le maillot de Saint-Étienne), finaliste de la coupe de France 2010 avec l'AS Monaco.

Pour la saison 2007-2008, Laurent Banide est non reconduit dans ses fonctions, et laisse sa place à Ricardo, venu des Girondins de Bordeaux. L'intersaison 2007 aura au moins évité un nouveau chamboulement de l'effectif, le choix étant de bâtir une équipe en exploitant au mieux les forces en présence et en s'appuyant sur les jeunes talents issus du centre de formation. Le club se placera à la 9e place avant la trêve hivernal et terminera la saison à la 12e place, n'assurant son maintien dans l'élite qu'à deux journées de la fin. Cette saison est marquée par une lourde défaite 0-6 contre Bordeaux, soit le plus lourd revers de l'histoire du club à Louis II.
La saison suivante, Monaco déçoit encore. Des difficultés financières obligent le club à vendre Jérémy Ménez, et son meilleur joueur Nenê sera prêté à l'Espanyol Barcelone, à la suite d'un conflit avec l'entraîneur : Monaco assure son maintien lors de la 33e journée et terminera à la 11e place. Par ailleurs, les résultats lors des deux coupes restent mitigés.
L'intersaison 2009 voit la nomination de Guy Lacombe au poste d'entraineur à la place de Ricardo. Celui-ci hérite d'une équipe jeune avec de nombreux joueurs avec un bon potentiel tel que Stéphane Ruffier, Nicolas N'Koulou, Park Chu-Young, Vincent Muratori ou encore Yohan Mollo. Lacombe emmène le club princier en finale de la coupe de France (défaite face au PSG) et à une 8e place, soit le meilleur classement du club depuis quatre ans. Le technicien ne réédite pas sa performance lors de la deuxième saison du club sous ses ordres et est limogé en janvier 2011, laissant Monaco à une inquiétante 17e place. Laurent Banide fait alors son retour et Monaco recrute plusieurs joueurs comme Mahamadou Diarra ou Pascal Feindouno qui ne confirment pas les espoirs des recruteurs.
Le 29 mai 2011, l'AS Monaco est reléguée en Ligue 2 après une défaite 0–2 face à l'Olympique lyonnais, le soir de son 2000e match dans l'élite, mettant également fin à 34 années consécutives de présence en Ligue 1.
La saison 2011-2012 débute le 23 juillet par une élimination de la Coupe de la Ligue dès le premier tour contre le CS Sedan (1-4). Lors des deux premières journées de championnat, le club n'obtient que des matches nuls contre US Boulogne à domicile et l'ESTAC au stade de l'Aube. Alors qu'il était sans club et qu'il s'entraînait à la Turbie depuis quelques semaines, l'ancien joueur du club, passé par Barcelone et le PSG, Ludovic Giuly signe un contrat de deux ans avec le club. Quelques jours plus tard, c'est l'ancien nantais, Marama Vahirua qui est prêté par l'ASNL, alors que Benjamin Moukandjo arrivé six mois plus tôt fait le chemin inverse. Dieumerci Mbokani quitte également le club pour Anderlecht. Après six journées et une nouvelle défaite à domicile face à Angers, le club ne compte toujours aucune victoire de la saison. Laurent Banide est alors démis de ses fonctions au profit de Marco Simone. Le vendredi 2 décembre 2011, après seize journées et une défaite 0-2 face au FC Metz, l'ASM est toujours lanterne rouge de la Ligue 2

### L'ère Rybolovlev (depuis 2011)

#### La remontée vers l'élite (2011-2013)

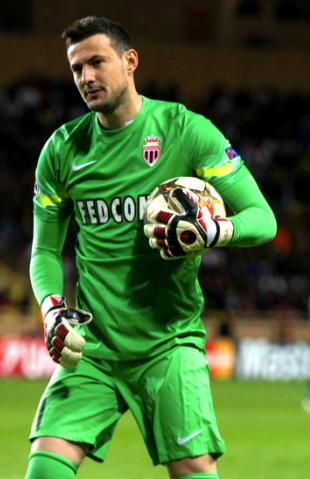
Danijel Subašić symbolise la reconstruction monégasque.

Après plusieurs années de chute et un gouffre financier que ne souhaitent plus combler les actionnaires, la Principauté décide d'accepter l'ouverture du club à un actionnaire étranger, après plusieurs refus. C'est ainsi que le 23 décembre 2011, l'arrivée de Dmitri Rybolovlev est officialisée après plusieurs semaines de négociations. Le milliardaire russe devient le nouvel actionnaire majoritaire de l'AS Monaco en récupérant 66,67 % des actions du club. Pour la première fois dans son histoire, le club n'est plus sous le contrôle de la Principauté. Dans les semaines qui suivent, l'organigramme se met peu à peu en place avec la nomination du Russe Evgueny Smolentsev au poste de directeur exécutif le 6 janvier 2012 puis celle du Belge Filips Dhondt comme directeur général le 13 janvier.
Pendant le mercato hivernal, pas moins de 9 recrues sont arrivées sur la Principauté dont Nabil Dirar, Ibrahima Touré et Danijel Subašić pour essayer de redresser la pente. Après un peu plus de deux mois, Evgeny Smolentsev quitte son poste de directeur exécutif au terme de sa mission de restructuration. Le Norvégien Tor-Kristian Karlsen est également nommé comme directeur sportif. Entre février et la fin avril, l'équipe enchaîne une série de dix matchs sans défaite dont huit victoires et assure son maintien sans problème, avec un espoir vite éteint de lutter pour la remontée en Ligue 1. Le club termine finalement à la 8e place. Au lendemain de la 38e journée, le club annonce le départ de Marco Simone, remplacé dix jours plus tard par Claudio Ranieri qui s'est engagé pour deux saisons plus une en option.
Durant le mercato d'été 2012, l'AS Monaco met en place ses ambitions de retrouver au plus vite la Ligue 1. Pour ce faire, le club de la Principauté renforce tous les secteurs de son effectif. C'est alors que le club signe le défenseur Andrea Raggi qui arrive libre de Bologne, le milieu défensif Delvin Ndinga, recruté pour environ six millions d'euros bonus compris. Monaco signe également deux joueurs ayant participé à l'Euro 2012 avec Jakob Poulsen international danois recruté pour deux millions d'euros et Emir Bajrami, international suédois prêté par le FC Twente. Meilleur buteur de Ligue 2 en 2010/2011, Sebastian Ribas rejoint également la formation monégasque alors que Flavio Roma, trois saisons après son départ, et Giorgos Tzavellas, non conservé dans un premier temps, font leur retour sur le Rocher. Après un excellent bilan lors de la préparation, le club démarre par une victoire 4-0 contre le Tours FC. Le 10 août, après plusieurs jours de négociations, le club annonce la signature du jeune argentin Lucas Ocampos. Ce dernier arrive en Principauté pour la somme de onze millions d'euros, soit le transfert le plus cher de l'histoire de la deuxième division. Toujours placé dans les trois premiers du championnat, l'AS Monaco remporte en fin de saison le titre, et retrouve alors la Ligue 1.

#### Podiums puis consécration (2013-2017)
Pour sa remontée dans l'élite, l'AS Monaco décide de frapper fort et affirme sa volonté de redevenir un grand du championnat de France et également en Europe dès la saison 2013-2014, le club va marquer les esprits de la planète foot au cours de l'été 2013 avec un mercato galactique. Dès le 24 mai, João Moutinho et James Rodríguez signent à Monaco, en provenance du FC Porto pour un montant total de 70 millions d'euros, 25 millions d'euros pour Moutinho et 45 millions pour Rodríguez, confirmant ainsi la nouvelle puissance financière du club. Ils sont rejoints plus tard par le défenseur portugais du Real Madrid, Ricardo Carvalho et puis par la star internationale colombienne Radamel Falcao pour environ 60 millions d'euros. Ce dernier devient ainsi le plus gros transfert de l'histoire du championnat de France. Le club achète dans le même temps un autre attaquant, le jeune espoir lyonnais Anthony Martial (alors âgé de 17 ans) pour 5 millions d'euros, fait rarissime pour un joueur de cet âge, et le défenseur valenciennois Nicolas Isimat-Mirin pour 4 millions d'euros. D'autres joueurs comme Gaetano Monacchello, Jérémy Toulalan, Éric Abidal, ancien joueur de Monaco et Geoffrey Kondogbia sont également recrutés. Finalement l'AS Monaco finira deuxième du championnat avec 80 points, record du club. Une réussite expliquée entre autres par les douze passes décisives et les neuf buts de James Rodriguez, qui finira meilleur passeur de Ligue 1. Une première saison dans l'élite convaincante, ainsi qu'une demi-finale de Coupe de France. Mais ce n'est pas encore assez pour les ambitions du club monégasque.

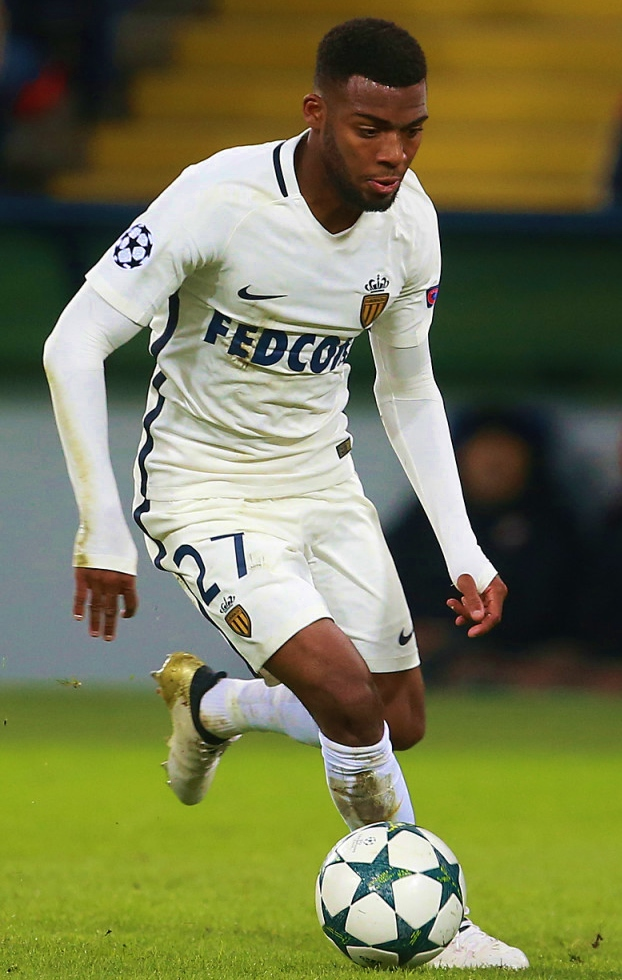
Thomas Lemar amène l'AS Monaco au titre de champion de France 2017.

La saison terminée, le club renvoie Claudio Ranieri et met en place Leonardo Jardim pour instaurer une nouvelle dynamique et développer le jeu de l'équipe. Pendant la trêve estivale Monaco fait tout d'abord parler de lui par la vente de James Rodríguez au Real Madrid, estimée à 90 millions d'euros. L'intersaison est critiquée à cause des départs de Mounir Obbadi, d'Emmanuel Rivière (meilleur buteur de Monaco pour la saison 2013/2014) et de Radamel Falcao en prêt à Manchester United. Les supporters critiquent alors le manque de recrutement et le départ de Claudio Ranieri. Les mauvais résultats du club en début de saison 2014/2015 (15e à la 4e journée) compliquent les débuts de Leonardo Jardim et les supporters demandent le remboursement des abonnements après le départ de Radamel Falcao.
Malgré des résultats poussifs en Ligue 1, Monaco montre un autre visage en Europe. Placés dans un groupe C très homogène, avec les Portugais du Benfica, les Russes (concurrents directs pour l'indice UEFA français) du Zénith, et les Allemands de Leverkusen, les joueurs de la Principauté livrent des prestations très défensives: une défaite 1-0 à l'Estadio de la Luz, deux victoires 1-0 pour battre les Allemands, deux 0-0, et une victoire (2-0) à la dernière journée à domicile contre les Russes, qui qualifie le club sorti du chapeau 4, à la première place du groupe, alors que la tête de série Benfica est éliminé de toute compétition européenne. Monaco est, avec 1 but encaissé, la meilleure défense de Ligue des champions. Le tirage au sort annonce que l'AS Monaco retrouvera le club anglais d'Arsenal. Lors du match aller à l'Emirates Stadium, alors qu'Arsenal est donné grand favori, c'est finalement l'AS Monaco qui s'impose 3 buts à 1 avec des buts de Kondogbia, Berbatov et Ferreira Carrasco. Le club de la Principauté s'incline (0-2) au match retour mais se qualifie pour les quarts de finale réalisant un de ses plus beaux exploits européens avant d'être éliminé par la Juventus de Turin. Le club termine à la troisième place de Ligue 1.

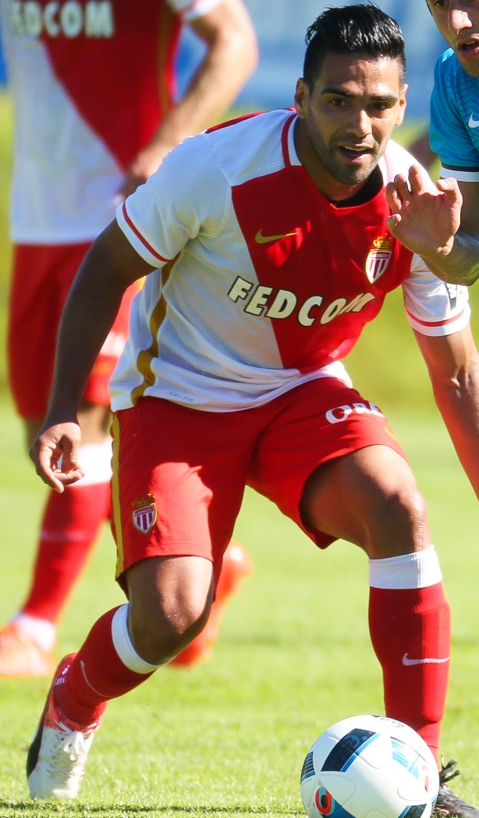
Radamel Falcao, capitaine du Monaco champion de France 2017

À l'été 2015, L'ASM réalise la première grosse vente du mercato estival en vendant Geoffrey Kondogbia pour 40 millions d'euros à l'Inter Milan. Le club vend également pour 7 millions d'euros Lucas Ocampos à l'OM, à qui l'Argentin avait été prêté pour la deuxième partie de saison, et prête Falcao à Chelsea après un prêt d'un an peu concluant à Manchester United. Dans sa politique de vente, l'ASM annonce la vente de Yannick Ferreira Carrasco pour 20 millions d'euros à l'Atlético Madrid, ainsi que celle de Nicolas Isimat-Mirin pour 3 millions d'euros au PSV Eindhoven. Berbatov, en fin de contrat, quitte le club, et Stekelenburg, prêté par Fulham en 2014-2015, n'est pas conservé. Monaco compense néanmoins ces départs par les arrivées de nombreux jeunes en provenance de la Ligue 1 dont Thomas Lemar, du SM Caen, Farès Bahlouli, de l'OL, Corentin Jean, de Troyes (prêté dans la foulée à l'ESTAC), Allan Saint-Maximin de l'AS Saint-Étienne (prêté dans la foulée au Hanovre 96) ainsi qu'Adama Traoré, du LOSC Lille. La politique de recrutement de jeunes se fait aussi à l'étranger avec Guido Carrillo, du club argentin d'Estudiantes de la Plata, Gabriel Boschilia, du club brésilien São Paulo FC, Ivan Cavaleiro, du club portugais du Benfica Lisbonne ou encore avec le prêt de la pépite italienne Stephan El Shaarawy depuis l'AC Milan. Le club monégasque semble alors bel et bien avoir renoncé à la stratégie d'achat de stars à grands frais qui était la sienne deux ans plus tôt, pour miser sur des espoirs potentiellement à l'origine de grosses plus-values. Ce mode de gestion est comparé par la presse à celui du FC Porto. Les performances sportives sont irrégulières, la première partie de saison est marquée par l'échec en barrage de la Ligue des champions (défaite 4-3 au score cumulé face au Valence CF), entrainant le départ de Layvin Kurzawa au PSG, puis par l'élimination dès la phase de groupe en Ligue Europa. Les monégasques finissent toutefois à la 2e place en Ligue 1 à la trêve, avec un point d'avance sur les surprenants angevins. La deuxième partie de saison reprend de façon positive, le club de la principauté enchaine les victoires en championnat et consolide ainsi sa deuxième place. Mais une mauvaise passe dans la dernière ligne droite, marquée par de nombreux matchs nuls et défaites, met à mal l'avance de Monaco qui voit l'Olympique lyonnais fondre sur lui. La cinglante défaite 6-1 face à ces mêmes lyonnais lors de l'avant-dernière journée de Ligue 1 fera perdre la deuxième place aux monégasques qui laisseront donc s'échapper une qualification directe pour la prochaine Ligue des champions (mais qui participeront tout de même à la phase qualificative grâce à leur 3e place).
En 2016, l'équipe peut compter sur le retour de Radamel Falcao. Malgré le départ de Toulalan pour Bordeaux, l'ASM peut aussi compter sur les arrivées de Glik en défense et Germain en attaque. Lors de la saison 2016-2017 Monaco réalise des matchs extraordinaires en Ligue 1 notamment par une puissance offensive sans précédent (elle est la meilleure attaque d'Europe avec une moyenne de trois buts par match au bout de la 22e journée de championnat) et termine 1er de son groupe en Ligue des champions. Cette équipe extrêmement offensive est symbolisée par ses deux ailiers : le portugais Bernardo Silva et le français Thomas Lemar, tous deux très jeunes mais très influents dans le jeu monégasque. Au bout de la 20e journée du championnat de France, Monaco se retrouve leader après sa victoire (1-4) face à l'Olympique de Marseille au Stade Vélodrome. Au cours de l'hiver, le club monte en puissance en enchaînant les performances et voit l'ascension fulgurante de son jeune joueur, le français Kylian Mbappé (âgé seulement de 18 ans), gagnant une place de titulaire au sein de l'effectif et marquant durant 9 titularisations consécutives (pour un total de treize buts en onze matchs) durant les mois de février et mars.

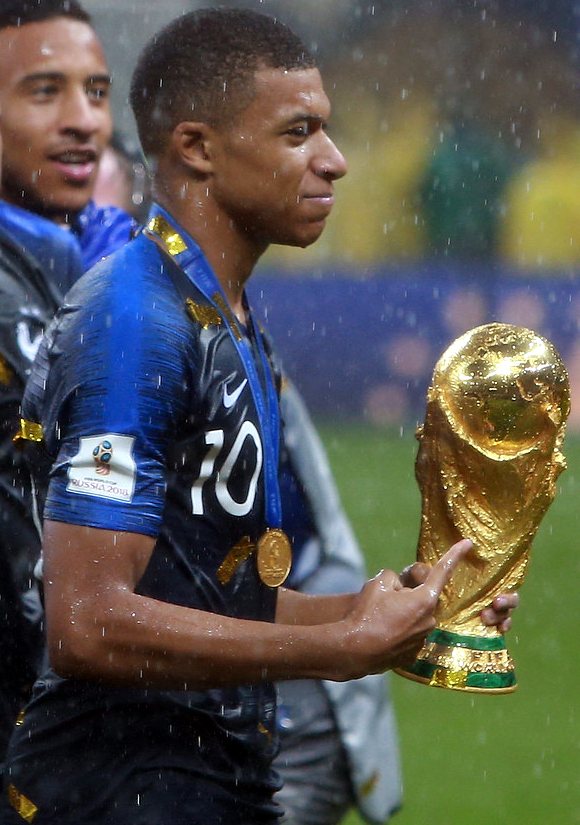
Kylian Mbappé.

Le 15 mars 2017, Monaco se qualifie pour les quarts de finale de la Ligue des champions en éliminant le club anglais de Manchester City, et voit ses jeunes français Mendy, Bakayoko et Mbappé appelés en Équipe de France pour la première fois quelques jours plus tard. La défaite 4-1 en finale de la Coupe de la Ligue face au Paris Saint-Germain ne perturbe pas la bonne marche du club. En effet, Le 19 avril 2017, après une victoire à l'extérieur et un doublé de Mbappé lors du match aller (2-3), Monaco s'impose lors du match retour à domicile (3-1) grâce aux buts de Mbappé, Falcao et Germain face au Borussia Dortmund et se qualifie pour la quatrième demi-finale de Ligue des champions de son histoire, un record dans le football français. Le club asémiste est le premier club européen à atteindre les demi-finales après avoir débuté la Ligue des champions au 3e tour préliminaire. L'ASM sera éliminé par la Juventus de Turin à ce stade de la compétition sur le score cumulé de 4 à 1. Le 17 mai 2017, après avoir battu Saint-Étienne 2-0, l'AS Monaco est sacré champion de France de Ligue 1 pour la huitième fois, et met fin à la série parisienne de quatre titres de suite.
Avec son nouveau projet mis en place depuis la Ligue 2, Monaco est resté fidèle à ses principes : acheter des joueurs jeunes et prometteurs et les revendre après avoir fait exploser leur potentiel aux yeux de l'Europe. Les exemples réussis de cette politique sont nombreux : Yannick Ferreira Carrasco, parti à l'Atlético de Madrid pour près de 25 millions, Layvin Kurzawa, qui a rejoint le PSG pour 25 millions d'euros, Geoffray Kondogbia, cédé à l'Inter Milan contre 36 millions, Tiémoué Bakayoko, recruté par Chelsea pour 40 millions, Bernardo Silva, parti à Manchester City contre 50 millions, Benjamin Mendy, également devenu cityzen pour 57,5 millions, Anthony Martial, acheté par Manchester United 60 millions d'euros, James Rodriguez, qui a rejoint la Casa Blanca du Réal Madrid pour 75 millions et enfin Kylian Mbappé, cédé au PSG contre 180 millions. Cette dernière opération est « sans doute la plus rentable de l’histoire du foot » puisque le club n'avait déboursé que 3 millions en 2016 pour recruter le joueur.

#### Instabilité chronique (depuis 2017)
Si les opérations financières du club font de l'ASM l'un des clubs les plus performants sur le marché des transferts, la stratégie montre ses limites rapidement. Après le titre de champion de France, les monégasques peinent à confirmer. Lors de la saison 2017-2018, Monaco est éliminé sans gloire dès la phase de groupe de la Ligue des champions (dernier avec seulement 2 points) et se fait humilier par le Paris Saint-Germain pour la 33e journée de championnat (défaite 7 buts à 1 au Parc des princes). La saison est cependant bouclée tant bien que mal à la deuxième place et le club atteint pour la deuxième fois consécutive la finale de Coupe de la Ligue, une nouvelle fois perdue face au PSG (cette fois-ci sur le score de 3-0).
Au mercato estival 2018, Fabinho devient joueur des Reds de Liverpool après une transaction à 45 millions d'euros tandis que Thomas Lemar part à l'Atlético de Madrid pour 70 millions d'euros.

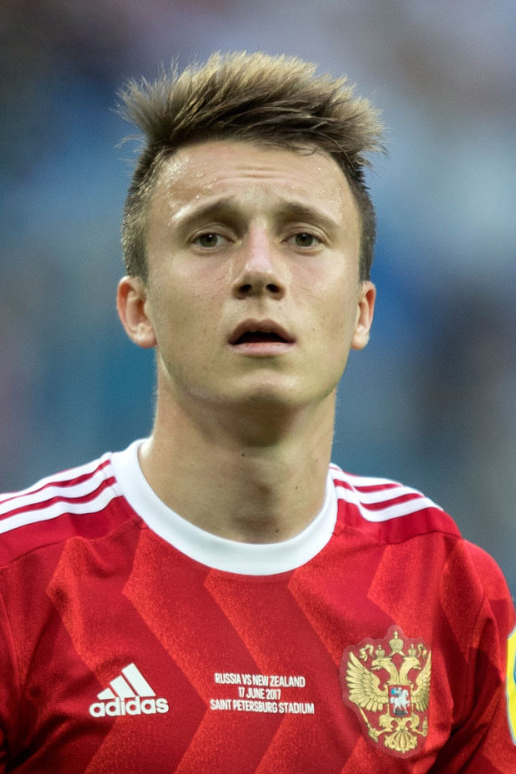
Aleksandr Golovine joueur clef de la nouvelle AS Monaco.

Le début de l'exercice 2018-2019 est catastrophique. Après neuf journées, Monaco pointe à la 18e place, avec seulement 1 point d'avance sur la lanterne rouge, et simplement une meilleure différence de but par rapport à Nantes (-4 contre -8). Pire, les monégasques figurent déjà à quatre longueurs du premier non relégable, le promu Reims, 17e avec 10 points. Excepté leur match d'ouverture contre Nantes, victoire 3-1 à la Beaujoire, les monégasques ont subi 5 défaites en championnat et concédé 3 nuls. Au niveau européen, le constat est aussi salé avec une défaite à domicile contre l'Atletico (1-2) et une humiliation à l'extérieur contre Dortmund (3-0). Comme un mauvais présage, Monaco avait déjà concédé une lourde défaite lors de son premier match officiel de la saison. À l'occasion du Trophée des champions qui l'opposait au Paris-Saint-Germain, l'ASM avait pris le bouillon, s'inclinant 4-0 avec des réalisations de Di Maria par deux fois, Nkunku et Timothy Weah.
Alors que la saison suit son cours, Monaco ne parvient pas à relever la tête de l'eau. Leonardo Jardim, présent au club depuis 2014, champion de France 2017 et demi finaliste de Ligue des champions la même année, est remercié. Son remplaçant est Thierry Henry, ancien joueur formé à l'ASM. Malheureusement pour "Titi", sa première tourne au cauchemar : après une boulette de son gardien, la blessure de Falcao et le rouge de l'un de ses joueurs, l'AS Monaco s'incline 2 buts à 1 face à Strasbourg. Quatre mois après sa nomination, l'AS Monaco de Thierry est toujours dans une spirale négative. À la 21e journée, le club monégasque pointe à la 19e place du classement avec deux unités de retard sur la place du 18e barragiste. Décision est prise au sein du club d'écarter Thierry Henry. Contre toute attente, Leonardo Jardim est à nouveau nommé entraîneur du club, après avoir été renvoyé en octobre. Il obtient d'abord de bons résultats mais l'équipe retombe rapidement dans ses travers. Il arrivera malgré tout à maintenir le club en ligue 1 (17e avec deux points d'avance sur Dijon, barragiste).
Au début du mercato estival 2019, la rumeur court que Falcao pourrait être vendu par le club à Galatasaray. Il sera bien vendu au club turc pendant ce mercato.
Le samedi 28 décembre 2019, le club annonce pour la seconde fois le licenciement de Leonardo Jardim. Ce dernier étant dans une mauvaise situation depuis son retour sur le banc du club monégasque, son contrat a été résilié au profit du tacticien espagnol Robert Moreno qui n'a pas encore fait ses preuves en tant qu’entraîneur principal de club mais en tant qu'adjoint où il a épaulé Luis Enrique au FC Barcelone. Il a aussi brillamment assuré l'intérim à la tête de la sélection espagnole. Mais sous sa conduite, les résultats ne s'améliorent pas. La saison de football est brutalement interrompue au mois de mars 2020 pour une durée indéterminée, conséquence de la grave crise sanitaire qui découle de la Pandémie de Covid-19 en France. Finalement, le 30 avril 2020, le championnat de France est définitivement terminé et le classement est arrêté à la 28e journée sur la base d'un quotient des points par match. L'ASM est alors 9e et termine à seulement un point (ratio de 0.03) des places européennes.
La préparation de la saison 2020-2021 est marquée par l'arrivée de Paul Mitchell au poste de directeur sportif. La première décision forte de l'anglais est de renvoyer contre toute attente Robert Moreno pour faire venir Niko Kovač, ancien entraîneur du Bayern Munich : l'entraineur croate réussit à qualifier Monaco pour les tours préliminaires de la Ligue des champions 2021-2022 en accrochant la troisième place du championnat derrière le LOSC et le PSG et devant l'Olympique lyonnais.
De retour en Ligue des champions lors de la saison 2021-2022, Monaco écarte le Sparta Prague et se qualifie début août pour le tour de barrage face au Chakhtar Donetsk. Niko Kovač est limogé le 1er pour des raisons extra-sportives. Il est remplacé par Philippe Clement quelques jours plus tard, le 3 janvier.
Monaco entame la saison 2024-2025 avec deux victoires sans prendre de but, témoignant des efforts faits pour renforcer une défense fragile lors de la saison précédente.

## Identité et image

### Logos

Logo avant 1962.
Logo entre 1962 et 2002.
Logo entre 2002 et 2013.
Logo entre 2013 et 2021.
Logo depuis 2021.

### Sponsors
FedCom devient le sponsor de l'AS Monaco depuis la saison 1998-1999 sauf lors de quelques saisons : Vizzavi en 2000-2001, Fight Aids Monaco en 2006-2007. Pour la saison 2006-2007, Bwin devient le principal sponsor maillot. Le partenariat s'arrête au bout d'une seule saison en raison de la législation française sur les paris sportifs.
En 2010, Macron succède à Puma et devient l'équipementier de l'AS Monaco. Pour la saison 2013-2014, Fedcom et Macron sont les sponsors principaux. On notera la disparition de Fight Aids Monaco sur le maillot. À partir de la saison 2014-2015, Macron est remplacé par Nike en tant qu'équipementier du club, la firme américaine s'étant engagée jusqu'en 2019.
Depuis le 1er juillet 2019, les maillots de l'ASM sont créés par l'équipementier italien Kappa, comme entre 1998 et 2001. Le club et la marque ont noué un contrat d'une durée de six ans. Le club a diversifié ses partenariats au fil des années par exemple celui effectué en 2023 avec le site de jeux Premier Bet disponible dans plusieurs pays d'Afrique.

## Palmarès et records

### Titres et trophées
Le tableau suivant récapitule les performances de l'Association Sportive de Monaco Football Club dans les diverses compétitions françaises et européennes. Les Monégasques n'ont pas souvent brillé en Coupe d'Europe avant les années 1990 sauf en Coupe des Alpes.
Côté hexagonal, si le Paris Saint-Germain reste le club le plus souvent couronné avec treize titres de champion de France professionnel, Monaco occupe avec huit titres la quatrième place, à égalité avec le FC Nantes, devant l'Olympique lyonnais, qui a remporté sept titres.
Le club remporte également un certain nombre de tournois saisonniers tel que le Tournoi Club Europe en 2000 et 2001, le Memorial Cecchi Gori en 1997, le Tournoi de Mönchengladbach en 2004, la Sud Tirol Cup en 2006, le Trophée de la Céramique en 2006, le Trophée de la Cité de Messine en 2009 et la Copa EuroAmericana en 2014.
| Championnats nationaux | Coupes nationales |
| - Championnat de France (8) : - Champion : 1961, 1963, 1978, 1982, 1988, 1997, 2000 et 2017. - Vice-champion : 1964, 1984, 1991, 1992, 2003, 2014, 2018 et 2024. - Championnat de France de Division 2 (1) : - Champion : 2013. | - Coupe de France (5) : - Vainqueur : 1960, 1963, 1980, 1985 et 1991. - Finaliste : 1974, 1984, 1989, 2010 et 2021. - Challenge / Trophée des champions (4) : - Vainqueur : 1961, 1985, 1997 et 2000. - Coupe de la Ligue (1) : - Vainqueur : 2003. - Finaliste : 2001, 2017 et 2018. - Coupe Charles Drago (1) : - Vainqueur : 1961. |
| Compétitions internationales | Tournois saisonniers |
| - Ligue des champions de l'UEFA (C1) - Finaliste : 2004. - Coupe des vainqueurs de coupe de l'UEFA (C2) - Finaliste : 1992. - Coupe / Ligue Europa de l'UEFA (C3) - Meilleure performance : Demi-finaliste en 1997.             | - Trophée Teresa-Herrera (1) - Vainqueur : 1963. - Coupe des Alpes (3) - Vainqueur : 1979, 1983 et 1984. - Finaliste : 1985. - Tournoi de Casablanca (1) - Vainqueur : 1988. - Trophée Joan Gamper (1) - Vainqueur : 2024. - Emirates Cup - Finaliste : 2023.                                                                         |

### Bilan sportif
| Championnat          | Saisons | Titres | J    | G    | N   | P   | Bp   | Bc   | Diff |
| -------------------- | ------- | ------ | ---- | ---- | --- | --- | ---- | ---- | ---- |
| Division 1 / Ligue 1 | 63      | 8      | 2322 | 1033 | 638 | 651 | 3501 | 2615 | +886 |
| Division 2 / Ligue 2 | 12      | 1      |      |      |     |     |      |      |      |

### Palmarès individuel
Le tableau suivant récapitule l'ensemble des récompenses individuelles obtenues par des membres de l'AS Monaco
| Récompenses UNFP | Récompenses France Football |
| Meilleur joueur (2) : - Sonny Anderson (1997) - Marcelo Gallardo (2000). Meilleur espoir (6) : - Thierry Henry (1997) - David Trezeguet (1998) - Philippe Christanval (2000) - Patrice Évra (2004) - Kylian Mbappé (2017) - Aurélien Tchouaméni (2021). Meilleur entraîneur (4) : - Jean Tigana (1997) - Claude Puel (2000) - Didier Deschamps (2004) - Léonardo Jardim (2017). Meilleur gardien (1) : - Danijel Subasic (2017) Équipe type de Ligue 1 (7 saisons) : - Ludovic Giuly, Jérôme Rothen et Shabani Nonda en 2003. - Ludovic Giuly, Sébastien Squillaci, Patrice Évra, Lucas Bernardi et Fernando Morientes en 2004. - Gaël Givet en 2005. - Layvin Kurzawa et James Rodríguez en 2014. - Kylian Mbappé, Bernardo Silva, Benjamin Mendy, Kamil Glik, Djibril Sidibe et Danijel Subasic en 2017. - Aurélien Tchouaméni (2021). - Aurélien Tchouaméni et Wissam Ben Yedder (2022). Équipe type de Ligue 2 (1 saison) : - Andrea Raggi, Mounir Obbadi et Valère Germain en 2013. | Étoile d'or (7) : - Jean-Luc Ettori (1990) - Sonny Anderson (1996) - Ali Benarbia (1997) - Fabien Barthez (1998) - Marcelo Gallardo (2000) - Ludovic Giuly (2003) - Thomas Lemar (2017). Joueur français de l'année (4) : - Yvon Douis (1963) - Marcel Artélésa (1964) - Jean Petit (1978) - Manuel Amoros (1986). Joueur étranger de l'année (5) - Umberto Barberis (1981 et 1982) - Glenn Hoddle (1988) - George Weah (1991) - Sonny Anderson (1997) - Marco Simone (2000) Révélation de l'année (7) : - Didier Christophe (1979) - Bruno Bellone (1981) - Emmanuel Petit (1990) - Thierry Henry (1996) - David Trezeguet (1997) - Sébastien Squillaci (2003) - Anthony Martial (2015) Entraîneur français de l'année (2) : - Jean Tigana (1997) - Didier Deschamps (2003). Dirigeant de l'année (1) : - Jean-Louis Campora (1978) |
| Meilleur joueur (2) : - Sonny Anderson (1997) - Marcelo Gallardo (2000). Meilleur espoir (6) : - Thierry Henry (1997) - David Trezeguet (1998) - Philippe Christanval (2000) - Patrice Évra (2004) - Kylian Mbappé (2017) - Aurélien Tchouaméni (2021). Meilleur entraîneur (4) : - Jean Tigana (1997) - Claude Puel (2000) - Didier Deschamps (2004) - Léonardo Jardim (2017). Meilleur gardien (1) : - Danijel Subasic (2017) Équipe type de Ligue 1 (7 saisons) : - Ludovic Giuly, Jérôme Rothen et Shabani Nonda en 2003. - Ludovic Giuly, Sébastien Squillaci, Patrice Évra, Lucas Bernardi et Fernando Morientes en 2004. - Gaël Givet en 2005. - Layvin Kurzawa et James Rodríguez en 2014. - Kylian Mbappé, Bernardo Silva, Benjamin Mendy, Kamil Glik, Djibril Sidibe et Danijel Subasic en 2017. - Aurélien Tchouaméni (2021). - Aurélien Tchouaméni et Wissam Ben Yedder (2022). Équipe type de Ligue 2 (1 saison) : - Andrea Raggi, Mounir Obbadi et Valère Germain en 2013. | Meilleurs buteurs |
| Meilleur joueur (2) : - Sonny Anderson (1997) - Marcelo Gallardo (2000). Meilleur espoir (6) : - Thierry Henry (1997) - David Trezeguet (1998) - Philippe Christanval (2000) - Patrice Évra (2004) - Kylian Mbappé (2017) - Aurélien Tchouaméni (2021). Meilleur entraîneur (4) : - Jean Tigana (1997) - Claude Puel (2000) - Didier Deschamps (2004) - Léonardo Jardim (2017). Meilleur gardien (1) : - Danijel Subasic (2017) Équipe type de Ligue 1 (7 saisons) : - Ludovic Giuly, Jérôme Rothen et Shabani Nonda en 2003. - Ludovic Giuly, Sébastien Squillaci, Patrice Évra, Lucas Bernardi et Fernando Morientes en 2004. - Gaël Givet en 2005. - Layvin Kurzawa et James Rodríguez en 2014. - Kylian Mbappé, Bernardo Silva, Benjamin Mendy, Kamil Glik, Djibril Sidibe et Danijel Subasic en 2017. - Aurélien Tchouaméni (2021). - Aurélien Tchouaméni et Wissam Ben Yedder (2022). Équipe type de Ligue 2 (1 saison) : - Andrea Raggi, Mounir Obbadi et Valère Germain en 2013. | Meilleur buteur de la Ligue des champions de l'UEFA (1) : - Fernando Morientes (2004). Meilleur buteur du championnat de France (5) : - Delio Onnis (1975 et 1980) - Youri Djorkaeff (1994) - Sonny Anderson (1996) - Shabani Nonda (2003). |
| Meilleur joueur (2) : - Sonny Anderson (1997) - Marcelo Gallardo (2000). Meilleur espoir (6) : - Thierry Henry (1997) - David Trezeguet (1998) - Philippe Christanval (2000) - Patrice Évra (2004) - Kylian Mbappé (2017) - Aurélien Tchouaméni (2021). Meilleur entraîneur (4) : - Jean Tigana (1997) - Claude Puel (2000) - Didier Deschamps (2004) - Léonardo Jardim (2017). Meilleur gardien (1) : - Danijel Subasic (2017) Équipe type de Ligue 1 (7 saisons) : - Ludovic Giuly, Jérôme Rothen et Shabani Nonda en 2003. - Ludovic Giuly, Sébastien Squillaci, Patrice Évra, Lucas Bernardi et Fernando Morientes en 2004. - Gaël Givet en 2005. - Layvin Kurzawa et James Rodríguez en 2014. - Kylian Mbappé, Bernardo Silva, Benjamin Mendy, Kamil Glik, Djibril Sidibe et Danijel Subasic en 2017. - Aurélien Tchouaméni (2021). - Aurélien Tchouaméni et Wissam Ben Yedder (2022). Équipe type de Ligue 2 (1 saison) : - Andrea Raggi, Mounir Obbadi et Valère Germain en 2013. | Meilleurs passeurs |
| Meilleur joueur (2) : - Sonny Anderson (1997) - Marcelo Gallardo (2000). Meilleur espoir (6) : - Thierry Henry (1997) - David Trezeguet (1998) - Philippe Christanval (2000) - Patrice Évra (2004) - Kylian Mbappé (2017) - Aurélien Tchouaméni (2021). Meilleur entraîneur (4) : - Jean Tigana (1997) - Claude Puel (2000) - Didier Deschamps (2004) - Léonardo Jardim (2017). Meilleur gardien (1) : - Danijel Subasic (2017) Équipe type de Ligue 1 (7 saisons) : - Ludovic Giuly, Jérôme Rothen et Shabani Nonda en 2003. - Ludovic Giuly, Sébastien Squillaci, Patrice Évra, Lucas Bernardi et Fernando Morientes en 2004. - Gaël Givet en 2005. - Layvin Kurzawa et James Rodríguez en 2014. - Kylian Mbappé, Bernardo Silva, Benjamin Mendy, Kamil Glik, Djibril Sidibe et Danijel Subasic en 2017. - Aurélien Tchouaméni (2021). - Aurélien Tchouaméni et Wissam Ben Yedder (2022). Équipe type de Ligue 2 (1 saison) : - Andrea Raggi, Mounir Obbadi et Valère Germain en 2013. | Meilleur passeur du championnat de France (1) : - James Rodríguez (2014). |

### Transferts les plus coûteux

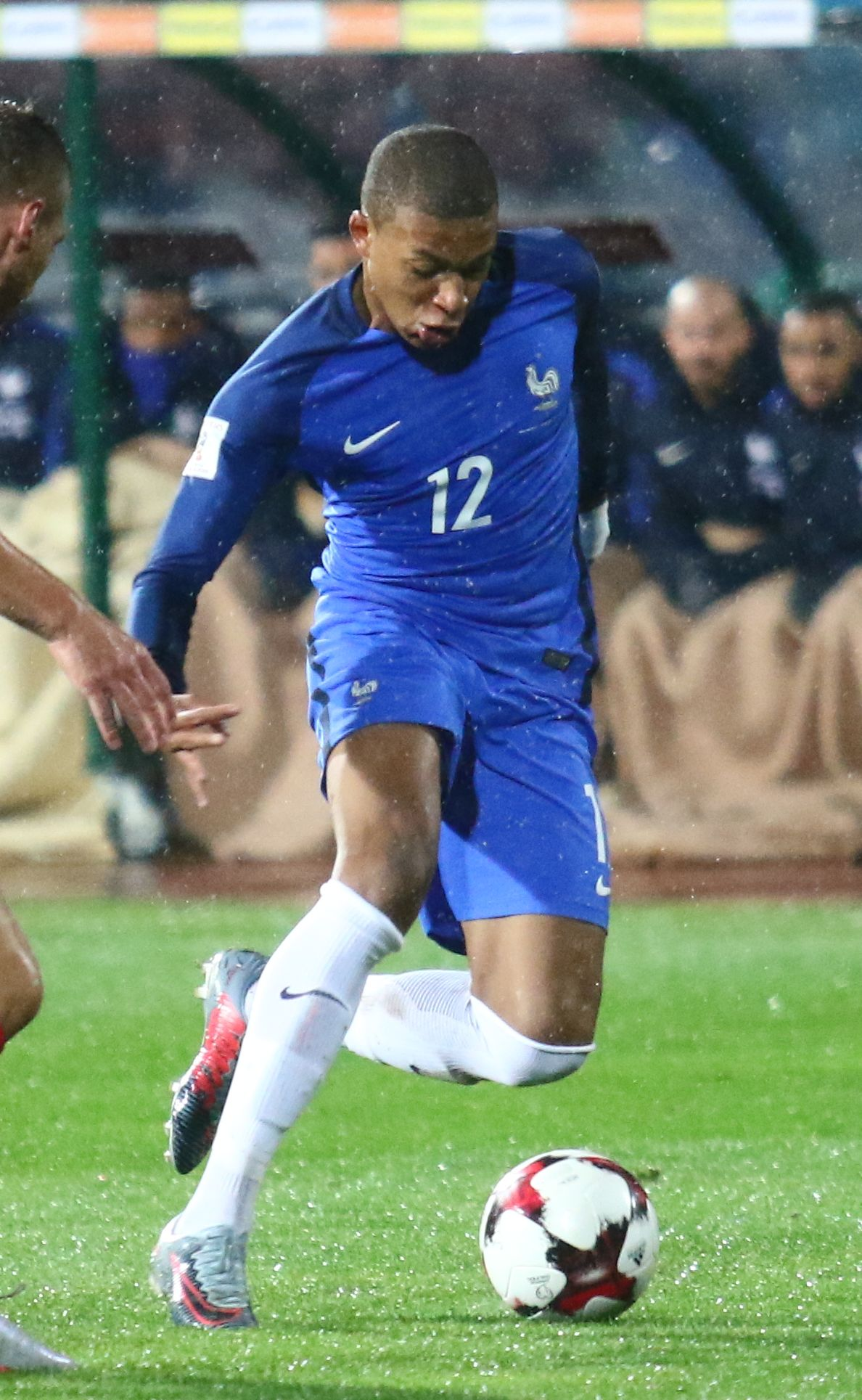
L'international français Kylian Mbappé est à l'heure actuelle le plus gros transfert sortant de l'histoire de l'AS Monaco.

Le transfert entrant le plus onéreux de l'histoire du club est celui du meneur de jeu international colombien James Rodríguez pour 45 millions d'euros, en provenance du FC Porto à l'été 2013. Il est suivi par son compatriote Radamel Falcao en provenance de l'Atlético de Madrid pour un montant estimé à 43 millions d'euros d'euros. Lors de ce mercato d'été 2013, les nouveaux propriétaires russes investissent massivement dans l'actif joueurs et s'attachent également les services de João Moutinho et de Geoffrey Kondogbia qui arrivent respectivement à l'ASM pour 25 et 20 millions d'euros.
Plus récemment, l'ASM a enregistré les arrivées des jeunes Aleksandr Golovine, Keita Baldé et Youri Tielemans qui arrivent respectivement en provenance du CSKA Moscou et de la Lazio Rome contre 30 millions d'euros pour les deux premiers et du RSC Anderlecht contre 25 millions d'euros pour le troisième. Les dirigeants asémistes poursuivent ainsi leur stratégie économique en misant sur de jeunes joueurs à fort potentiel avec qui ils pourront réaliser de futures plus-values en les revendant dans les prochaines années. À l'été 2019, le club princier verse 30 millions d'euros à l'Atlético de Madrid pour s'attacher les services de Gelson Martins,
Concernant les transferts sortants, la plus grosse vente dans l'histoire du club monégasque est celle de l'attaquant international français Kylian Mbappé qui signe au Paris Saint-Germain durant le mercato d'été 2018 contre 180 millions d'euros faisant de lui le deuxième joueur le plus cher de l'histoire derrière l'attaquant brésilien du Paris Saint-Germain Neymar.
Le deuxième transfert sortant record est celui du milieu international colombien James Rodríguez au Real Madrid pour 75 millions d'euros en juillet 2014. En septembre 2015, l'ASM enregistre le départ d'Anthony Martial à Manchester United contre 60 millions d'euros. Peu avant, c'est Geoffrey Kondogbia qui signe à l'Inter Milan pour 37 millions d'euros.
Durant le mercato estival 2017 qui succède à son titre de champion de France de Ligue 1, l'AS Monaco connaît de nombreux départs importants comme celui du milieu international portugais Bernardo Silva ou du défenseur international français Benjamin Mendy qui quittent le club de la principauté pour rejoindre Manchester City pour respectivement une somme de 50 et 57 millions d'euros.
Les deux tableaux ci-dessous synthétisent les plus grosses ventes et achats de joueurs dans l'histoire du club monégasque.
| Rang | Joueur                                        | Montant              | Provenance                              | Date                                          |
| ---- | --------------------------------------------- | -------------------- | --------------------------------------- | --------------------------------------------- |
| 1er  | James Rodríguez                               | 45 M€                | FC Porto                                | 1er juillet 2013                              |
| 2e   | Radamel Falcao                                | 43 M€                | Atlético de Madrid                      | 1er juillet 2013                              |
| 3e   | Wissam Ben Yedder                             | 40 M€                | FC Séville                              | 14 août 2019                                  |
| 4e   | Folarin Balogun                               | 30 M€+ 15M€ de bonus | Arsenal FC                              | 30 août 2023                                  |
| 5e   | Keita Baldé Aleksandr Golovine Gelson Martins | 30 M€                | SS Lazio CSKA Moscou Atlético de Madrid | 29 août 2017 27 juillet 2018 1er juillet 2019 |

| Rang | Joueur              | Montant | Destination         | Date               |
| ---- | ------------------- | ------- | ------------------- | ------------------ |
| 1er  | Kylian Mbappé       | 180 M€  | Paris Saint-Germain | 1er juin 2018      |
| 2e   | Aurélien Tchouaméni | 80 M€   | Real Madrid CF      | 11 juin 2022       |
| 3e   | James Rodríguez     | 75 M€   | Real Madrid CF      | 22 juillet 2014    |
| 4e   | Thomas Lemar        | 70 M€   | Atlético de Madrid  | 12 juin 2018       |
| 5e   | Anthony Martial     | 60 M€   | Manchester United   | 1er septembre 2015 |
| 6e   | Benjamin Mendy      | 57,5 M€ | Manchester City     | 24 juillet 2017    |
| 7e   | Benoît Badiashile   | 38 M€   | Chelsea FC          | 5 janvier 2023     |

## Personnalités du club

### Présidents
| Nom                 | Période              |
| ------------------- | -------------------- |
| Étienne Boéri       | 1948-1951            |
| Roger-Félix Médecin | 1952-1953, 1956-1957 |
| Joseph Fissore      | 1954                 |
| Charles Campora     | 1955, 1958-1959      |
| Antoine Romagnan    | 1960-1963            |
| Max Principale      | 1964-1968            |
| Edmond Aubert       | 1969                 |
| Henry Rey           | 1970-1972            |

| Nom                | Période   |
| ------------------ | --------- |
| Henri Orengo       | 1973-1974 |
| Henri Corvetto     | 1975      |
| Jean-Louis Campora | 1976-2003 |
| Pierre Svara       | 2003-2004 |
| Michel Pastor      | 2004-2008 |
| Jérôme de Bontin   | 2008-2009 |
| Étienne Franzi     | 2009-2011 |
| Dmitri Rybolovlev  | 2011-     |

### Directeurs sportifs
Le tableau ci-dessous dresse la liste des différents directeurs sportifs qui se sont succédé à l'AS Monaco,,,.
| Période                     | Nom             |
| --------------------------- | --------------- |
| juillet 2005 - juin 2008    | Jean-Luc Ettori |
| mars 2013 - juillet 2013    | Vadim Vasilyev  |
| juillet 2013 - juillet 2016 | Luis Campos     |
| juillet 2016 - juillet 2017 | Antonio Cordón  |
| novembre 2017 - août 2019   | Michael Emenalo |
| juin 2020 - septembre 2023  | Paul Mitchell   |
| juillet 2023 -              | Thiago Scuro    |
| août 2023 -                 | Carlos Aviña    |

### Entraîneurs
| Période     | Nom                  |
| ----------- | -------------------- |
| 1948-1950   | Jean Batmale         |
| 1950-1952   | Alexander Schwartz   |
| 1952-1953   | Angelo Grizzetti     |
| 1953-1956   | Louis Dupal          |
| 1956-1957   | Anton Marek          |
| 1958-1958   | Louis Pirroni        |
| 1958-1963   | Lucien Leduc         |
| 1963-1965   | Roger Courtois       |
| 1965-1968   | Pierre Sinibaldi     |
| 1968        | Louis Pirroni        |
| 1968-1970   | Robert Domergue      |
| 1970-1972   | Jean Luciano         |
| 1972-1974   | Ruben Bravo          |
| 1974-1976   | Alberto Muro         |
| 1976        | Armand Forchério     |
| 1976-1979   | Lucien Leduc         |
| 1979-1983   | Gérard Banide        |
| 1983-1986   | Lucien Muller        |
| 1986-1987   | Ștefan Kovács        |
| 1987-1994   | Arsène Wenger        |
| 1994        | Jean Petit           |
| 1994-1995   | Jean-Luc Ettori      |
| 1995        | Gérard Banide        |
| 1995-1999   | Jean Tigana          |
| 1999-2001   | Claude Puel          |
| 2001-2005   | Didier Deschamps     |
| 2005        | Jean Petit           |
| 2005-2006   | Francesco Guidolin   |
| 2006        | László Bölöni        |
| 2006-2007   | Laurent Banide       |
| 2007-2009   | Ricardo Gomes        |
| 2009-2011   | Guy Lacombe          |
| 2011        | Laurent Banide       |
| 2011-2012   | Marco Simone         |
| 2012-2014   | Claudio Ranieri      |
| 2014-2018   | Leonardo Jardim      |
| 2018-2019   | Thierry Henry        |
| 2019        | Leonardo Jardim      |
| 2019-2020   | Robert Moreno        |
| 2020-2022   | Niko Kovač           |
| 2022        | Stéphane Nado (int.) |
| 2022-2023   | Philippe Clément     |
| Depuis 2023 | Adi Hütter           |

Parmi les entraîneurs passés au club, Lucien Leduc, Gérard Banide, Arsène Wenger, Jean Tigana, Claude Puel, Didier Deschamps et Leonardo Jardim se distinguent particulièrement pour les résultats qu'ils ont obtenus et le jeu qu'ils ont proposé. Trente-deux entraîneurs ont managé l'AS Monaco et quatre d'entre eux ont dirigé l'ASM deux fois, Louis Pirroni, Gérard Banide, Jean Petit et Laurent Banide. C'est Lucien Leduc qui a eu le plus de succès avec l'AS Monaco en remportant deux fois le Championnat de France, deux fois la Coupe de France, la Coupe Charles Drago et le Trophée des champions. Ce sont Armand Forchério et László Bölöni qui sont restés le moins longtemps. C'est Arsène Wenger qui est resté pendant sept ans au club qui est resté le plus longtemps.
Lucien Leduc est à la tête de l'équipe monégasque de 1958 à 1963. Il mène ses joueurs à deux titres de champion de France, deux Coupes de France, une Coupe Drago, ainsi qu'au Trophée Teresa-Herrera et au Trophée des champions. Pierre Sinibaldi apporte ensuite une victoire dans la Coupe en 1967. Le club descend ensuite trois fois en Division 2 sous les ordres de Louis Pirroni, Jean Luciano et Armand Forchério. Ce dernier est remplacé en 1976 par Lucien Leduc, qui retrouve ce poste treize ans après. Sa deuxième période en tant qu'entraîneur est également couronnée de succès puisqu'il parvient à rapporter le titre de champion de France au club.
Le successeur de Lucien Leduc en 1979 est Gérard Banide, qui vient de s'occuper trois ans du centre de formation de l'AS Monaco. Après un championnat de France et une Coupe de France remportés en quatre saisons, c'est l'ancien international français Lucien Muller qui devient entraîneur de l'ASM en 1983. Après sa carrière de joueur, celui-ci débute comme technicien en Espagne en 1970, entraînant le FC Barcelone en 1978-1979. Sa première expérience dans le championnat de France est une réussite puisque son équipe est vice-champion de France en 1984 et finaliste puis vainqueur de la Coupe de France en 1984 et 1985. Les titres suivants sont acquis sous les ordres d'Arsène Wenger. Il obtient son premier poste d'entraîneur principal à l'Association sportive Nancy-Lorraine où il remplace Hervé Collot, démissionnaire, en 1984. En 1987 est recruté par l'AS Monaco, remportant le championnat de France dès la première saison. En 1991, il remporte la Coupe de France. Après une finale en Coupe d'Europe des vainqueurs de coupe 1992, Wenger est cependant licencié en 1994 pour de mauvais résultats.
Jusqu'en 1995, trois entraîneurs se succèdent alors : Jean Petit, Jean-Luc Ettori puis Gérard Banide. L'AS Monaco fait ensuite appel en 1995 à Jean Tigana, ancien milieu de terrain de l'équipe de France dans les années 1980 et jeune entraîneur qui vient de terminer vice-champion de France 1995 avec l'Olympique lyonnais derrière le FC Nantes. Bonne inspiration de ce club qui devient champion de France en 1997 et atteint les demi-finales de la Coupe UEFA en 1997 face à l'Inter Milan et de la Ligue des champions en 1998 face à la Juventus, Jean Tigana s'appuie sur des joueurs expérimentés comme Fabien Barthez, Emmanuel Petit, Enzo Scifo ou encore Sonny Anderson, et n'hésite pas à lancer de jeunes joueurs comme Philippe Christanval, Willy Sagnol, Thierry Henry ou David Trezeguet. Utilisant principalement le 4-4-2 losange, Jean Tigana insiste sur un important travail technique lors de ses entrainement et met en place un système de jeu offensif unanimement reconnu. Il reste quatre années sur le rocher monégasque avant de démissionner de ses fonctions en janvier 1999.
Le successeur de Tigana est Claude Puel, ancien footballeur qui passe toute sa carrière professionnelle à l'AS Monaco et y joue au total 601 matchs officiels de 1979 à 1996 avant de devenir préparateur physique et entraîneur de l'équipe réserve du club. À la tête de l'équipe de l'ASM, il remporte le titre de champion de France avec des joueurs tels que Ludovic Giuly, David Trezeguet, Marco Simone ou Marcelo Gallardo. La saison suivante étant moins glorieuse, son contrat n'est pas renouvelé. En juin 2001, il quitte alors Monaco, vingt-quatre ans après y avoir intégré le centre de formation. Didier Deschamps, un autre jeune entraîneur, prend alors en charge l'équipe professionnelle monégasque. La première année est catastrophique mais après avoir trouvé ses marques et grâce à une équipe talentueuse (Rothen, Nonda, Giuly puis Morientes un an plus tard), il mène Monaco à la victoire en Coupe de la Ligue 2003 face à Sochaux. Le club réalise ensuite sous ses ordres un parcours exceptionnel en Ligue des champions en 2003-2004 : victoire 8-3 face à La Corogne, élimination en quart de finale du Real Madrid, favori de l'épreuve, puis de Chelsea en demi-finale. Seul le FC Porto, avec des joueurs comme Ricardo Carvalho, Maniche et Deco entraînés par José Mourinho, bat cette équipe en finale (0-3). Le 19 septembre 2005, il est poussé à prendre la décision de quitter son poste d'entraîneur de l'équipe.
Didier Deschamps est remplacé par Jean Petit en 2005. Se suivent ensuite l'Italien Francesco Guidolin, le Roumain László Bölöni puis Laurent Banide, fils de Gérard Banide, lui-même ancien entraîneur du club. Le 7 juin 2007, le Brésilien Ricardo s'engage pour deux saisons avec l'AS Monaco en provenance des Girondins de Bordeaux, où il occupe le poste de manager général et parvient à hisser ce club à une deuxième place du Championnat de France de football et à une victoire en Coupe de la Ligue. À Monaco, Ricardo termine douzième de Ligue 1 et se fait éliminer en 1/8e de finale de Coupe de la Ligue et 1/16e de finale de Coupe de France, soit le plus mauvais bilan de ses cinq dernières saisons. Après le départ de Jérôme de Bontin et l’arrivée d’Étienne Franzi au poste de président du club du Rocher, Ricardo quitte le club au terme de son contrat en juin 2009.
Guy Lacombe, laissé libre par le Stade rennais, s'engage pour deux ans avec l'AS Monaco le 2 juin 2009 en remplacement de Ricardo. À Monaco, club qui vient de traverser des saisons moyennes, il ne parvient pas à inverser la tendance, notamment en raison d'un fond de jeu inexistant. Il amène néanmoins l'équipe en finale de la Coupe de France en 2010, match perdu 1-0 au terme des prolongations. Sa méthode d'entraînement lors de cette finale est par la suite contestée. La saison suivante est catastrophique : au terme de la 17e journée, l'AS Monaco n'a remporté que deux victoires, dont une seule sur son terrain, s'est fait éliminer de la Coupe de la Ligue et a vu son stade se déserter, l'équipe, enfermée dans un schéma ultra défensif, ne proposant aucun spectacle. Guy Lacombe est sur la sellette après une nouvelle défaite au Louis II face à l'ASSE. Finalement, il obtient un sursis grâce à un but inespéré de Park qui permet aux joueurs du rocher de s'imposer dans les arrêts de jeu face à Sochaux (2-1). À la suite des mauvais résultats depuis le début de saison et deux jours après l'élimination de son équipe en 32e de finale de la Coupe de France face à Chambéry, il est démis de ses fonctions le 10 janvier 2011. Laurent Banide fait alors son retour sur le banc de touche de l'AS Monaco avec comme objectif de réussir une nouvelle opération maintien. Il n'arrive finalement pas à réaliser cet objectif, le club étant relégué lors de l'ultime journée à la suite d'une défaite contre l'Olympique lyonnais (0-2). Le 12 septembre 2011, après seulement six matchs de championnat et aucune victoire, il est démis de ses fonctions.
Laurent Banide est alors remplacé par Marco Simone. Pour son retour à l'AS Monaco et sa première expérience sur un banc, Marco Simone est épaulé par Jean Petit. Les résultats du club continuent d'être mauvais et, alors que l'AS Monaco est classé à la 18e place (sur 20) au moment de l'arrivée de Simone, l'équipe s'enfonce au classement et pointe dernier du classement à la fin de l'année 2011.
Après l'arrivée du milliardaire Dmitry Rybolovlev, les résultats s'améliorent et c'est une série de dix matchs sans défaites (24 points sur 30 possibles) qui est réalisée, grâce notamment à un flamboyant Ibrahima Touré, auteur de dix buts en dix-sept matchs et une défense menée par Gary Kagelmacher. L'ASM termine finalement à la 8e place de Ligue 2 mais les dirigeants du club monégasque décident de licencier Simone et son staff le 19 mai 2012,,. Le 29 mai 2012, Claudio Ranieri succède à Marco Simone sur le banc de l'AS Monaco en signant un contrat de deux ans, plus une année supplémentaire en option, et ceci malgré l'intérêt du Beşiktaş JK et de quelques formations en Angleterre (Aston Villa FC, West Bromwich), en Italie (ACF Fiorentina) et au Qatar.
Après deux saisons ponctuées par un titre de champion de Ligue 2 puis d'une qualification pour la Ligue des champions avec la 2e place en Ligue 1, Ranieri est remplacé par le Portugais Leonardo Jardim, qui arrive en provenance du Sporting Portugal.

### Statistiques
| N° | Nom             | Matchs |
| -- | --------------- | ------ |
| 1  | Jean-Luc Ettori | 754    |
| 2  | Claude Puel     | 597    |
| 3  | Manuel Amoros   | 349    |
| 4  | Marcel Dib      | 326    |
| 5  | François Ludo   | 319    |
| 6  | Luc Sonor       | 315    |
| 7  | Michel Hidalgo  | 304    |
| 8  | Jean Petit      | 302    |
| 9  | Danijel Subašić | 292    |
| 10 | Georges Thomas  | 291    |
| 10 | Emmanuel Petit  | 291    |

| N° | Nom               | Buts |
| -- | ----------------- | ---- |
| 1  | Delio Onnis       | 223  |
| 2  | Wissam Ben Yedder | 118  |
| 3  | Lucien Cossou     | 115  |
| 4  | Christian Dalger  | 89   |
| 5  | Radamel Falcao    | 83   |
| 6  | Jean Petit        | 78   |
| 7  | Victor Ikpeba     | 77   |
| 8  | Yvon Douis        | 74   |
| 9  | Youri Djorkaeff   | 68   |
| 10 | Sonny Anderson    | 67   |
| 10 | Shabani Nonda     | 67   |

Les premiers joueurs emblématiques du club sont, selon la FIFA, les joueurs des premiers titres de champions de France dans les années 1960 tels qu'Henri Biancheri (1957-1964), Michel Hidalgo (1957-1966) ou encore Marcel Artelesa (1961-1966). À la fin des années 1970, Jean Petit (1969-1982), Delio Onnis (1973-1980) et Jean-Luc Ettori (1975-1994) participent au renouveau du club avec une remontée en Première division et le titre de champion de France dès la saison suivante. Ensuite les joueurs suivants se font remarquer par leurs performances avec l'AS Monaco : Claude Puel (1979-1996), Manuel Amoros (1980-1989), Bruno Bellone (1980-1987), Umberto Barberis (1980-1982), Marcel Dib (1985-1993), Luc Sonor (1986-1995), Glenn Hoddle (1987-1991), George Weah (1988-1992), Emmanuel Petit (1989-1997), Youri Djorkaeff (1990-1995), Lilian Thuram (1991-1996), Jürgen Klinsmann (1992-1994), Enzo Scifo (1993-1997), Victor Ikpeba (1993-1999), Thierry Henry (1994-1999), David Trezeguet (1995-2000), Fabien Barthez (1995-2000), Ludovic Giuly (1998-2004/2011-2012), Sébastien Squillaci (2002-2006).
Au début des années 1960, l'équipe qui remporte les premiers titres du club est riche de personnalités comme Marcel Artelesa, Henri Biancheri, Lucien Cossou, Yvon Douis et Michel Hidalgo.
Dans les légendes de l'AS Monaco, l'attaquant italo-argentin Delio Onnis occupe une place de choix : en effet, il est le meilleur buteur du club avec 223 buts. Le portier international français Jean-Luc Ettori est lui connu pour être le joueur le plus capé de l'AS Monaco avec 755 matchs. Claude Puel est le 2e joueur le plus capé de l'AS Monaco. Thierry Henry, lui, est resté de 1993 à 1999 : il s'est surtout fait connaître pour la victoire de Monaco en Ligue 1 en 1997 et fut aussi récompensé comme meilleur jeune de Ligue 1 par l'UNFP la même année. Victor Ikpeba, champion de Ligue 1 en 1997, est le quatrième meilleur buteur de l'histoire de l'AS Monaco.
| Garofalo Nowak Kaelbel Thomas Biancheri Ludo Théo Hidalgo Cossou Carlier S. Roy |

| Hernandez Forcherio Artelesa Thomas Biancheri Hidalgo Théo Douis Cossou Carlier Djibrill |

| Ettori Vanucci Correa Courbis Gardon Moizan J. Petit Nogues Rouquette Onnis Dalger |

| Ettori Vitalis Amoros Liegeon Ninot Bijotat Christophe Barberis Bellone Edström Couriol |

| Ettori Sonor Amoros Battiston Vogel Puel Ferratge Dib Hoddle Y. Fofana Hateley |

| Barthez Blondeau E. Petit Djetou Dumas Legwinski Collins Benarbia Henry S. Anderson Ikpeba |

| Barthez Sagnol Léonard Marquez Christanval Lamouchi Costinha Giuly Gallardo Trezeguet Simone |

| Subašić D. Sidibé B. Mendy Glik Jemerson Bakayoko Fabinho B. Silva Lemar Falcao Mbappé |

### Internationaux français
Soixante-sept joueurs ont été sélectionnés en équipe de France de football au cours de leur passage à l'AS Monaco. Le premier d'entre eux est Lazare Gianessi, qui reçoit ses 14 sélections entre 1952 à 1954 alors qu'il joue à Monaco.
À l'occasion de la Coupe du monde de 1982, quatre joueurs de l'AS Monaco font partie de l'équipe de France dont l'entraîneur est Michel Hidalgo ancien joueur de l'AS Monaco. Il s'agit de Jean-Luc Ettori, Manuel Amoros, Bruno Bellone et Alain Couriol, chacun de ces quatre joueurs ayant joué un match de la coupe du monde 1982. Les Français atteignent la quatrième place de la compétition.
Lors de la bonne saison 2016-2017 de l'AS Monaco, cinq joueurs de l'effectif sont également présents en équipe de France pour les matchs de qualification pour la Coupe du monde de 2018. Il s'agit de Djibril Sidibé, Benjamin Mendy, Thomas Lemar, Tiémoué Bakayoko et Kylian Mbappé.
En 2021, l'attaquant Wissam Ben Yedder participe avec l'équipe de France à l'Euro 2020.
| Rang | Nom                 | Poste     | Tot |
| ---- | ------------------- | --------- | --- |
| 1    | Manuel Amoros       | défenseur | 61  |
| 2    | Fabien Barthez      | gardien   | 37  |
| 3    | Bruno Bellone       | attaquant | 31  |
| 4    | Raymond Kaelbel     | défenseur | 24  |
| 5    | David Trezeguet     | attaquant | 21  |
| =    | Youssouf Fofana     | milieu    | 21  |
| 6    | Djibril Sidibé      | défenseur | 18  |
| 7    | Lilian Thuram       | défenseur | 16  |
| 8    | Emmanuel Petit      | milieu    | 15  |
| 9    | Marcel Artelesa     | défenseur | 14  |
| =    | Éric Di Meco        | défenseur | 14  |
| 10   | Thomas Lemar        | attaquant | 13  |
| =    | Aurélien Tchouaméni | milieu    | 13  |

| Année(s)  | Nom                | Poste     | Tot |
| --------- | ------------------ | --------- | --- |
| 1952-1954 | Lazare Gianessi    | défenseur | 14  |
| 1956-1960 | Raymond Kaelbel    | défenseur | 24  |
| 1960-1964 | Lucien Cossou      | milieu    | 6   |
| 1960      | Henri Biancheri    | milieu    | 2   |
| 1961-1965 | Yvon Douis         | attaquant | 6   |
| 1961      | François Ludo      | défenseur | 1   |
| 1961      | Serge Roy          | attaquant | 1   |
| 1962      | Michel Hidalgo     | milieu    | 1   |
| 1962-1963 | Théo               | milieu    | 2   |
| 1963-1966 | Marcel Artelesa    | défenseur | 14  |
| 1963-1964 | Georges Casolari   | défenseur | 3   |
| 1967-1968 | Jean Baeza         | défenseur | 6   |
| 1969-1970 | Jean-Paul Rostagni | défenseur | 8   |
| 1970-1972 | Louis Floch        | attaquant | 8   |
| 1974-1978 | Christian Dalger   | attaquant | 6   |
| 1977-1980 | Jean Petit         | milieu    | 12  |
| 1978-1980 | Albert Emon        | attaquant | 3   |
| 1978-1979 | Gérard Soler       | attaquant | 1   |
| 1979-1981 | Alain Moizan       | milieu    | 3   |
| 1980-1982 | Jean-Luc Ettori    | gardien   | 9   |
| 1980-1981 | Didier Christophe  | milieu    | 6   |
| 1980-1983 | Alain Couriol      | milieu    | 10  |
| 1981-1988 | Bruno Bellone      | attaquant | 31  |
| 1982-1989 | Manuel Amoros      | défenseur | 61  |
| 1982-1986 | Dominique Bijotat  | milieu    | 2   |
| 1983-1986 | Bernard Genghini   | milieu    | 10  |

| Année(s)  | Nom                  | Poste     | Tot |
| --------- | -------------------- | --------- | --- |
| 1983-1985 | Yvon Le Roux         | défenseur | 10  |
| 1984-1985 | Philippe Anziani     | attaquant | 2   |
| 1987-1989 | Luc Sonor            | défenseur | 9   |
| 1987-1989 | Patrick Battiston    | défenseur | 4   |
| 1987      | Rémy Vogel           | défenseur | 1   |
| 1987      | Jean-Philippe Rohr   | milieu    | 1   |
| 1988-1990 | Marcel Dib           | milieu    | 6   |
| 1989      | José Touré           | attaquant | 1   |
| 1990-1991 | Franck Sauzée        | milieu    | 6   |
| 1990-1997 | Emmanuel Petit       | milieu    | 15  |
| 1992-1994 | Jérôme Gnako         | milieu    | 2   |
| 1993-1995 | Youri Djorkaeff      | milieu    | 8   |
| 1994-1996 | Éric Di Meco         | défenseur | 14  |
| 1994-1996 | Lilian Thuram        | défenseur | 16  |
| 1995-2000 | Fabien Barthez       | gardien   | 37  |
| 1995-1996 | Mickaël Madar        | attaquant | 3   |
| 1996-1998 | Martin Djetou        | défenseur | 3   |
| 1997      | Patrick Blondeau     | défenseur | 2   |
| 1997      | Thierry Henry        | attaquant |     |
| 1998-2000 | David Trezeguet      | attaquant | 21  |
| 2000-2004 | Ludovic Giuly        | attaquant | 10  |
| 2000      | Philippe Christanval | défenseur | 1   |
| 2003-2004 | Jérôme Rothen        | milieu    | 5   |
| 2004-2006 | Sébastien Squillaci  | défenseur | 10  |
| 2004-2005 | Patrice Évra         | défenseur | 5   |
| 2004-2007 | Gaël Givet           | défenseur | 12  |
| 2010      | Stéphane Ruffier     | gardien   | 1   |
| 2013-2014 | Éric Abidal          | défenseur | 6   |
| 2013-2015 | Geoffrey Kondogbia   | milieu    | 3   |
| 2014-2015 | Layvin Kurzawa       | défenseur | 2   |
| 2016-2018 | Djibril Sidibé       | défenseur | 18  |
| 2016-2018 | Thomas Lemar         | milieu    | 13  |
| 2017      | Benjamin Mendy       | défenseur | 4   |
| 2017      | Kylian Mbappé        | attaquant | 5   |
| 2017      | Tiémoué Bakayoko     | milieu    | 1   |
| 2019-2022 | Wissam Ben Yedder    | attaquant | 12  |
| 2020      | Ruben Aguilar        | défenseur | 1   |
| 2021-2022 | Aurélien Tchouaméni  | milieu    | 13  |
| 2021      | Benoît Badiashile    | défenseur | 2   |
| 2022-2023 | Axel Disasi          | défenseur | 11  |
| 2022-2024 | Youssouf Fofana      | milieu    | 21  |

## Effectif professionnel actuel
Le premier tableau liste l'efffectif professionnel du AS Monaco. Le second recense les prêts effectués par le club lors de la saison 2025-2026 .
En grisé, les sélections de joueurs internationaux chez les jeunes mais n'ayant jamais été appelés aux échelons supérieurs une fois l'âge limite dépassé.

## Structures du club

### Structures sportives

#### Stades

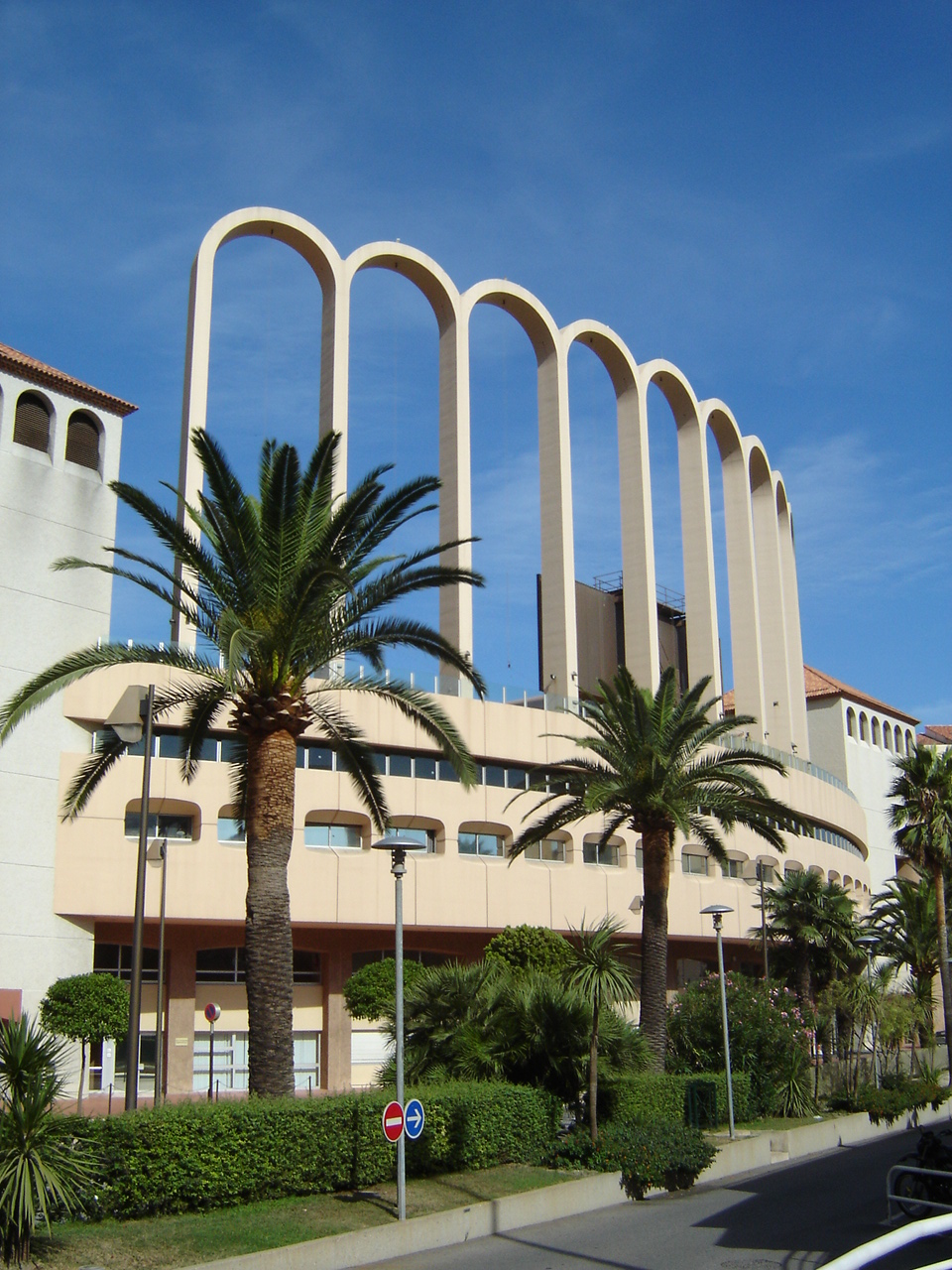
Stade Louis-II

Le club, évolue au Stade des Moneghetti (qui tient son nom d'un des dix quartiers de la Principauté) de sa création, c'est-à-dire 1924, à 1939, date de l'inauguration de son nouveau stade, l'ancien Stade Louis-II. En effet, le stade actuel du club est quant à lui inauguré en 1985 mais rend également hommage au prince Louis II qui a permis de construire, l'ancien Stade Louis-II. Il est donc depuis 1985 le stade où évolue l'Association sportive de Monaco football club.
Le match d'inauguration est joué le 25 janvier 1985. Le Stade Louis-II est la propriété de la principauté de Monaco.

#### Centre d'entraînement
Le centre d'entraînement de La Turbie est inauguré en 1981 par les joueurs de l’AS Monaco. Il est situé à La Turbie, dans l’ancienne carrière Ortelli. D’abord rudimentaire, le complexe sportif a été très largement amélioré depuis. À la fin des années 1980, est notamment mis en place une salle de musculation. En 2003, le stade prend une dimension ultra-moderne, en se dotant de vastes vestiaires, d’une salle de soins, d’un espace détente, ainsi que des piscines et jacuzzi. Le complexe sportif, comprend aussi un stade où évolue l’équipe réserve de l'AS Monaco FC.

#### Centre de formation
Le centre de formation de l'AS Monaco se situe au centre d'entraînement la Turbie. Le centre de formation monégasque est réputé comme l'un des meilleurs[réf. souhaitée] de France, où ont été formés des joueurs comme Thierry Henry, David Trezeguet, Lilian Thuram, Emmanuel Petit ou, plus récemment, Kylian Mbappé.
Le centre de formation propose le magazine Academy Project consacré à la vie du Centre de Formation de l’AS MONACO.

#### Siège
Le club monégasque siège, comme la majorité des clubs, dans son stade au 7, Avenue des Castelans à Monaco, où se trouve donc, le Stade Louis-II.
Cependant, un contentieux oppose dès 2013, l'AS Monaco à la Ligue de football professionnel, au sujet de la domiciliation juridique et fiscale du siège social du club monégasque en principauté de Monaco, la LFP voulant imposer le transfert de ce siège sur le territoire français.
En janvier 2014, sous l'impulsion de Frédéric Thiriez, un accord financier est trouvé entre la Ligue de football professionnel et l'AS Monaco pour régler leur litige autour des avantages fiscaux du club de la principauté. Pourtant, sept clubs de Ligue 1 qui estiment ne pas avoir été consultés avant la signature, déposent un recours juridique devant le Conseil d'État et l'accord risque donc d' être remis en cause. Effectivement, lors de l'audience du 22 juin 2015, le rapporteur public du Conseil d’État soulève l’illégalité du règlement LFP quant à l’obligation de domiciliation en France (le Code de commerce ne mentionne pas ce caractère obligatoire en ce qui concerne les sociétés). En juillet 2015, le Conseil d'État rend sa décision définitive : il annule l'accord passé en janvier 2014 entre la Ligue de football professionnel et le club de Monaco.

### Aspects juridiques et économiques

#### Statut juridique et légal
L'Association sportive de Monaco football club se compose d'une association, titulaire du numéro d'affiliation à la FFF, et d'une société (SASP).
L'Association est présidée par Michel Aubery. Elle gère le centre de formation (désormais appelé "AS Monaco Academy") et la section amateur.

#### Éléments comptables
Le tableau ci-dessous résume les différents budgets prévisionnels du club monégasque saison après saison.
| Saison | 2007-2008 | 2008-2009 | 2009-2010 | 2010-2011 | 2011-2012 | 2012-2013 | 2013-2014 | 2014-2015 | 2015-2016 | 2016-2017 |
| Budget | 50 M€     | 55 M€     | 50 M€     | 53 M€     | 20 M€     | 30 M€     | 130 M€    | 160 M€    | 250 M€    | 145 M€    |
| Saison | 2017-2018 | 2018-2019 | 2019-2020 | 2020-2021 | 2021-2022 | 2022-2023 | 2023-2024 | 2024-2025 | 2025-2026 |           |
| Budget | 180 M€    | 200 M€    | 220 M€    | 215 M€    | 225 M€    | 240 M€    | 250 M€    | 260 M€    | 140 M€    |           |

## Soutien

### Rivalités
Depuis le début des années 1990, l'AS Monaco et l'Olympique de Marseille se disputent la suprématie du plus grand club de la Méditerranée. De 1988 à 1992, l'OM de Bernard Tapie enchaîne quatre titres de champion de France, alors que Monaco prend à deux reprises la place de dauphin à quelques points seulement. À la suite de l'affaire OM-VA, le club phocéen est relégué en 1994. De cette époque, une grande animosité envers l'OM anime beaucoup de supporters monégasque de l'époque. À partir de 1995, c'est l'AS Monaco qui devient l'une des places fortes du football français, enchaînant les titres nationaux et devenant progressivement une équipe de premier plan au niveau européen.
La remontée de l'OGC Nice en première division dans les années 2000 entraîne une certaine rivalité régionale entre les deux clubs bien que les objectifs des deux entités restent longtemps très différents, l'OGCN étant habitué à jouer le maintien et l'ASM le haut de tableau (bien qu'elle ait été malgré cela reléguée en Ligue 2 en 2011).

### Groupes de supporters
En 2013, on dénombre deux groupes de supporteurs officiels revendiqués par le club : le Club des supporters de Monaco (CSM), Ultras Monaco 1994. Il existe également de nombreuses autres antennes reconnues par le club un peu partout en France, notamment à Roquebrune-Cap-Martin (les Allobroges), à Fréjus, à Draguignan, à Arles, en Savoie, aux Antilles, en Alsace, dans le Nord-Pas-de-Calais, dans le Sud-ouest, les Muneg'Oc, dans les Ardennes, en Picardie, en Normandie (les Munegu 14), en Ile-de-France (Esprit monégasque Paris), en Auvergne (les Fanatics), en Italie, en Bourgogne (Munegu Burgundy), dans l'Aisne, en Lorraine, en Espagne et aux Pays-Bas. Trois nouvelles antennes sont en cours de création en Guadeloupe, en Bretagne, et à Cannes.
Le Club des supporters de Monaco est le plus ancien des cinq groupes puisqu'il a été créé en 1952. Les Ultras Monaco 1994 est le premier groupe de supporteurs Ultras, comme l'indique son nom. Un club de supporters existait également à Paris, l'Esprit monégasque Paris (EMP), aujourd'hui disparu.
Les Ultras Monaco 1994 ont un seul jumelage officiel : avec les Ultras 1898 de l'Ascoli Calcio 1898[réf. nécessaire].

## Autres équipes

### Groupe Élite (équipe réserve)
L'équipe réserve de l'AS Monaco remporte son groupe du championnat de France de football de Division 3 en 1980, 1987 et 1988, se classant vice-champion de France de D3 en 1988. Elle remporte également le championnat de France des Réserves en 2008.

### Palmarès
| Compétitions nationales | Compétitions de jeunes |
| - Championnat de France des réserves professionnelles - Vainqueur (1) - 2008 - Championnat de France Amateurs - Vainqueur (3) - 1961, 1964, 1994 - Championnat de France Amateurs 2 - Vainqueur (1) - 2010 - Championnat de France de D3 (réserve) - Vainqueur (3) - 1980, 1987, 1988 | - Coupe Gambardella - Vainqueur (5) - 1962, 1972, 2011, 2016, 2023 - Championnat de France des moins de 19 ans - Vainqueur (1) - 2013 - Finaliste (3) - 1931, 2006, 2010 - Championnat de France des moins de 17 ans - Finaliste (1) - 1978 |

### Sport électronique
L'AS Monaco se lance dans le sport électronique en 2017. Le projet est managé depuis 2 saisons par le français Jérémy Girardot. La structure évolue lors de la saison 2018-2019 sur les jeux : NBA 2K19, Gran Turismo Sport, Rocket League & PES 2019.
Dans le but de se développer dans l'e-sport, l'association s'est associée à Gambit Esports. Le partenariat vise à renforcer la présence de l'association sur les jeux Fortnite et Dota 2 en créant une nouvelle équipe baptisée « AS Monaco Gambit ».